# Divizia A de handbal feminin 2024-2025
Divizia A de handbal feminin 2024−2025 a fost a 59-a ediție a eșalonului valoric secund al campionatului național de handbal feminin românesc. Competiția a purtat anterior numele Categoria B sau Divizia B, însă a fost redenumită în 1997, când fosta Divizie A a devenit Liga Națională. Întrecerea este organizată anual de Federația Română de Handbal (FRH). După câțiva ani în care competiția s-a desfășurat cu trei sau patru serii, în 2024 s-a revenit la formatul obișnuit, cu două serii.
Conform regulamentului, la sfârșitul competiției două echipe au promovat direct în Liga Națională 2025-2026, iar alte două au primit dreptul de participare la un baraj de promovare.

## Săli
Partidele s-au jucat în sălile de sport din orașele de reședință ale echipelor, în funcție de disponibilitatea acestora și de potențialul de spectatori al partidelor.
| Bacău                                                 | Cluj-Napoca                           | Piatra Neamț                       | Ploiești                         | Reșița                             |
| ----------------------------------------------------- | ------------------------------------- | ---------------------------------- | -------------------------------- | ---------------------------------- |
| Sala Sporturilor „Narcisa Lecușanu” Capacitate: 2 000 | Sala „Horia Demian” Capacitate: 2 800 | Sala Polivalentă Capacitate: 4 000 | Sala „Olimpia” Capacitate: 3 500 | Sala Polivalentă Capacitate: 1 669 |
|                                                       |                                       |                                    |                                  |                                    |

## Echipe participante
După ce începând cu ediția 2018−2019, Divizia A s-a desfășurat, cu excepția ediției 2021-2022, cu trei sau patru serii de câte 6−11 echipe fiecare din ediția 2024−2025 s-a revenit la formatul cu două serii. În ediția 2024−2025, componența celor două serii a fost:
| În seria A au concurat 10 echipe: - „U” Cluj - CSM Făgăraș - CSO Teutonii Ghimbav - CS Star Mioveni - ACS HC Harghita Odorheiu Secuiesc - CS Universitar Oradea - CSJ Prahova - CS Universitatea Reșița - ACS Sepsi SIC Sfântu Gheorghe - CSU de Vest Timișoara | În seria B au concurat 10 echipe: - CS Știința Bacău - CSM Bacău - ACS Spartac București - CSU Știința București - CSU Neptun Constanța - ACS Unirea Dobroești - CSM Galați - HCF Piatra Neamț - CSM Roman - CSM Unirea Slobozia |

## Regulament
Regulamentul de desfășurare a ediției 2024-25 a Diviziei A de handbal feminin a fost aprobat pe 28 iunie 2024, a intrat în vigoare pe 1 iulie 2024 și a conținut un calendar preliminar al partidelor, cu mențiunea că datele acestora se pot modifica cu acordul echipelor.

## Partide
Meciurile din sezonul regulat al ediției 2024-25 a Diviziei A de handbal feminin s-au jucat în sistem fiecare cu fiecare, cu tur și retur între două echipe din fiecare serie, iar programul acestora a fost alcătuit după Tabela Berger. La sfârșitul sezonului regulat a avut loc un Play off, la care au luat parte echipele clasate pe primele patru locuri în fiecare din cele două serii ale Diviziei A. Echipele clasate pe primele două locuri au promovat direct în Liga Națională, în timp ce echipele clasate pe locurile 3−4 au participat la un baraj de promovare cu locurile 11 și 12 din Liga Națională. Nu au avut drept de promovare în Liga Națională echipele secunde ale cluburilor din Liga Națională și echipele de junioare. Suplimentar a fost organizat și un Play out, la care au putut lua parte echipele care nu s-au calificat în Play off, însă participarea nu a fost obligatorie. Doar cinci echipe (trei din seria A și două din seria B) s-au înscris în această fază opțională a Diviziei A.
Calendarul competițional preliminar s-a stabilit în ședința Consiliului de Administrație al FRH din 28 iunie 2024. Datele exacte de desfășurare a partidelor au fost publicate ulterior.

## Seria A

### Clasament
Clasament valabil pe 15 februarie 2025.
| Poz. | Echipa                            | J  | V  | E | Î  | GM  | GP  | DG    | P  |
| ---- | --------------------------------- | -- | -- | - | -- | --- | --- | ----- | -- |
| 1    | CSJ Prahova                       | 18 | 12 | 0 | 0  | 655 | 359 | + 296 | 54 |
| 2    | ACS Sepsi SIC Sfântu Gheorghe     | 18 | 14 | 0 | 4  | 550 | 441 | + 109 | 42 |
| 3    | „U” Cluj                          | 18 | 12 | 1 | 5  | 492 | 452 | + 40  | 37 |
| 4    | CS Universitar Oradea             | 18 | 9  | 1 | 8  | 481 | 510 | – 29  | 28 |
| 5    | CS Star Mioveni                   | 18 | 7  | 2 | 9  | 526 | 550 | – 24  | 23 |
| 6    | CSO Teutonii Ghimbav              | 18 | 6  | 2 | 10 | 451 | 503 | – 52  | 20 |
| 7    | CS Universitatea Reșița           | 18 | 6  | 2 | 10 | 465 | 544 | – 79  | 20 |
| 8    | ACS HC Harghita Odorheiu Secuiesc | 18 | 6  | 1 | 11 | 502 | 545 | – 43  | 19 |
| 9    | CSM Făgăraș                       | 18 | 3  | 3 | 12 | 475 | 550 | – 75  | 12 |
| 10   | CSU de Vest Timișoara             | 18 | 3  | 0 | 15 | 416 | 559 | – 143 | 9  |

### Rezultate în tur
Date oficiale publicate de Federația Română de Handbal

### Etapa I
| 14 septembrie 2024 11:00 | CS Star Mioveni | 30 - 26 | CSU de Vest Timișoara | Sala Sporturilor, Mioveni Arbitri: S. Curtuia, F. Curtuia |
| 14 septembrie 2024 11:00 | Rachina 9       | (17-15) | Drăgan 8              | Sala Sporturilor, Mioveni Arbitri: S. Curtuia, F. Curtuia |
| 14 septembrie 2024 11:00 | 6× 1×           | Cronica | 1×                    | Sala Sporturilor, Mioveni Arbitri: S. Curtuia, F. Curtuia |

| 14 septembrie 2024 12:00 | CS Universitatea Reșița | 23 - 42 | CSJ Prahova | Sala Sporturilor, Reșița Arbitri: Banfi, Nicoară |
| 14 septembrie 2024 12:00 | Știubei-Gîrboni 8       | (11-21) | Striukova 7 | Sala Sporturilor, Reșița Arbitri: Banfi, Nicoară |
| 14 septembrie 2024 12:00 | 5×                      | Cronica | 8× 1×       | Sala Sporturilor, Reșița Arbitri: Banfi, Nicoară |

| 14 septembrie 2024 12:00 | CS Universitar Oradea | 25 - 23 | CSO Teutonii Ghimbav | Sala de Jocuri Sportive a Universității, Oradea Arbitri: Tătaru, Văcariu |
| 14 septembrie 2024 12:00 | Leș 7                 | (14-13) | Crețu, Lăcătuș 7     | Sala de Jocuri Sportive a Universității, Oradea Arbitri: Tătaru, Văcariu |
| 14 septembrie 2024 12:00 | 4×                    | Cronica | 6× 1×                | Sala de Jocuri Sportive a Universității, Oradea Arbitri: Tătaru, Văcariu |

| 14 septembrie 2024 15:00 | ACS Sepsi SIC Sfântu Gheorghe | 38 - 26 | ACS HC Harghita Odorheiu Secuiesc | Sala Sporturilor „Kati Szabó”, Sfântu Gheorghe Arbitri: Balate, Szabó |
| 14 septembrie 2024 15:00 | A. Gheorghe 7                 | (19-10) | Chirtacu 6                        | Sala Sporturilor „Kati Szabó”, Sfântu Gheorghe Arbitri: Balate, Szabó |
| 14 septembrie 2024 15:00 | 5× 3×                         | Cronica | 3× 2×                             | Sala Sporturilor „Kati Szabó”, Sfântu Gheorghe Arbitri: Balate, Szabó |

| 14 septembrie 2024 16:00 | „U” Cluj         | 28 - 22 | CSM Făgăraș | Sala Sporturilor „Horia Demian”, Cluj-Napoca Arbitri: Gherman, A. Moldovan |
| 14 septembrie 2024 16:00 | Chirilă, Sarca 6 | (14-8)  | Opriș 8     | Sala Sporturilor „Horia Demian”, Cluj-Napoca Arbitri: Gherman, A. Moldovan |
| 14 septembrie 2024 16:00 | 9× 1× 1×         | Cronica | 8× 1× 1×    | Sala Sporturilor „Horia Demian”, Cluj-Napoca Arbitri: Gherman, A. Moldovan |

### Etapa II
| 20 septembrie 2024 15:00 | CSJ Prahova  | 32 - 17 | „U” Cluj | Sala Sporturilor Olimpia, Ploiești Arbitri: A. Constantin, Gál |
| 20 septembrie 2024 15:00 | A. Berbece 6 | (18-10) | Sarca 4  | Sala Sporturilor Olimpia, Ploiești Arbitri: A. Constantin, Gál |
| 20 septembrie 2024 15:00 | 8× 1×        | Cronica | 5×       | Sala Sporturilor Olimpia, Ploiești Arbitri: A. Constantin, Gál |

| 21 septembrie 2024 11:00 | CSM Făgăraș | 30 - 27 | CS Universitar Oradea | Sala Colegiului „Radu Negru”, Făgăraș Arbitri: Ciutacu, Stamatoiu |
| 21 septembrie 2024 11:00 | Petrea 9    | (12-16) | Duțu 8                | Sala Colegiului „Radu Negru”, Făgăraș Arbitri: Ciutacu, Stamatoiu |
| 21 septembrie 2024 11:00 | 8× 2×       | Cronica | 2× 1×                 | Sala Colegiului „Radu Negru”, Făgăraș Arbitri: Ciutacu, Stamatoiu |

| 21 septembrie 2024 11:00 | CSU de Vest Timișoara | 31 - 27 | ACS HC Harghita Odorheiu Secuiesc | Sala UVT, Timișoara Arbitri: Dosa, Ianu |
| 21 septembrie 2024 11:00 | Șufană 8              | (15-11) | Chirtacu 9                        | Sala UVT, Timișoara Arbitri: Dosa, Ianu |
| 21 septembrie 2024 11:00 | 4× 1×                 | Cronica | 4× 3×                             | Sala UVT, Timișoara Arbitri: Dosa, Ianu |

| 21 septembrie 2024 13:00 | CS Star Mioveni | 29 – 29 | CS Universitatea Reșița | Sala Sporturilor, Mioveni Arbitri: Boștinaru, Cruceru |
| 21 septembrie 2024 13:00 | Niță 7          | (15-16) | Andrei 7                | Sala Sporturilor, Mioveni Arbitri: Boștinaru, Cruceru |
| 21 septembrie 2024 13:00 | 4× 2×           | Cronica | 5× 2×                   | Sala Sporturilor, Mioveni Arbitri: Boștinaru, Cruceru |

| 21 septembrie 2024 13:30 | CSO Teutonii Ghimbav | 22 - 27 | ACS Sepsi SIC Sfântu Gheorghe | Sala de Sport, Ghimbav Arbitri: Ramba, Ungar |
| 21 septembrie 2024 13:30 | Jiga, Lăcătuș 6      | (12-10) | A. Gheorghe 11                | Sala de Sport, Ghimbav Arbitri: Ramba, Ungar |
| 21 septembrie 2024 13:30 | 4×                   | Cronica | 3× 2×                         | Sala de Sport, Ghimbav Arbitri: Ramba, Ungar |

### Etapa III
| 2 octombrie 2024 17:00 | ACS Sepsi SIC Sfântu Gheorghe | 36 - 24 | CSM Făgăraș        | Sala Sporturilor „Kati Szabó”, Sfântu Gheorghe Arbitri: Agavriloaie, Bura |
| 2 octombrie 2024 17:00 | Márton 6                      | (21-12) | Angheluță, Opriș 4 | Sala Sporturilor „Kati Szabó”, Sfântu Gheorghe Arbitri: Agavriloaie, Bura |
| 2 octombrie 2024 17:00 | 9×                            | Cronica | 5× 2×              | Sala Sporturilor „Kati Szabó”, Sfântu Gheorghe Arbitri: Agavriloaie, Bura |

| 5 octombrie 2024 12:00 | CS Universitatea Reșița | 24 - 23 | CSU de Vest Timișoara | Sala Sporturilor, Reșița Arbitri: Geaburu, Mitran |
| 5 octombrie 2024 12:00 | Radosavlevici 8         | (12-11) | Drăgan 7              | Sala Sporturilor, Reșița Arbitri: Geaburu, Mitran |
| 5 octombrie 2024 12:00 | 2×                      | Cronica | 5× 1×                 | Sala Sporturilor, Reșița Arbitri: Geaburu, Mitran |

| 5 octombrie 2024 13:00 | CS Universitar Oradea | 21 - 31 | CSJ Prahova           | Sala de Jocuri Sportive a Universității, Oradea Arbitri: Ghiocel, Râpă |
| 5 octombrie 2024 13:00 | Leș 8                 | (12-19) | Alexandru, C. Petre 6 | Sala de Jocuri Sportive a Universității, Oradea Arbitri: Ghiocel, Râpă |
| 5 octombrie 2024 13:00 | 3×                    | Cronica | 5× 1×                 | Sala de Jocuri Sportive a Universității, Oradea Arbitri: Ghiocel, Râpă |

| 5 octombrie 2024 16:00 | „U” Cluj  | 31 - 21 | CS Star Mioveni         | Sala Sporturilor „Horia Demian”, Cluj-Napoca Arbitri: Ramba, Ungar |
| 5 octombrie 2024 16:00 | Chirilă 6 | (13-8)  | Pal Ceandani, Rachina 5 | Sala Sporturilor „Horia Demian”, Cluj-Napoca Arbitri: Ramba, Ungar |
| 5 octombrie 2024 16:00 | 9× 1×     | Cronica | 1×                      | Sala Sporturilor „Horia Demian”, Cluj-Napoca Arbitri: Ramba, Ungar |

| 7 octombrie 2024 18:30 | ACS HC Harghita Odorheiu Secuiesc | 30 - 23 | CSO Teutonii Ghimbav | Sala Sporturilor, Odorheiu Secuiesc Arbitri: Agliceriu, Turdean |
| 7 octombrie 2024 18:30 | Chirtacu 8                        | (16-15) | Virag 5              | Sala Sporturilor, Odorheiu Secuiesc Arbitri: Agliceriu, Turdean |
| 7 octombrie 2024 18:30 | 8× 2×                             | Cronica | 1× 1×                | Sala Sporturilor, Odorheiu Secuiesc Arbitri: Agliceriu, Turdean |

### Etapa IV
| 11 octombrie 2024 15:00 | CS Universitatea Reșița | 24 - 23 | „U” Cluj | Sala Sporturilor, Reșița Arbitri: Tătaru, Văcariu |
| 11 octombrie 2024 15:00 | Știubei-Gîrboni 9       | (10-13) | Cercel 5 | Sala Sporturilor, Reșița Arbitri: Tătaru, Văcariu |
| 11 octombrie 2024 15:00 | 4×                      | Cronica | 7× 1×    | Sala Sporturilor, Reșița Arbitri: Tătaru, Văcariu |

| 12 octombrie 2024 11:00 | CS Star Mioveni | 28 – 25 | CS Universitar Oradea | Sala Sporturilor, Mioveni Arbitri: R. Chiriac, Cordescu |
| 12 octombrie 2024 11:00 | Rachina 7       | (16-14) | Leș, Valinciuc 5      | Sala Sporturilor, Mioveni Arbitri: R. Chiriac, Cordescu |
| 12 octombrie 2024 11:00 | 8× 1×           | Cronica | 5× 1×                 | Sala Sporturilor, Mioveni Arbitri: R. Chiriac, Cordescu |

| 12 octombrie 2024 11:00 | CSU de Vest Timișoara | 20 - 26 | CSO Teutonii Ghimbav | Sala Sporturilor „Constantin Jude”, Timișoara Arbitri: Drăgănescu, Rădulescu |
| 12 octombrie 2024 11:00 | Voicu 7               | (11-12) | Bitay 10             | Sala Sporturilor „Constantin Jude”, Timișoara Arbitri: Drăgănescu, Rădulescu |
| 12 octombrie 2024 11:00 | 4×                    | Cronica | 5×                   | Sala Sporturilor „Constantin Jude”, Timișoara Arbitri: Drăgănescu, Rădulescu |

| 12 octombrie 2024 12:30 | CSJ Prahova | 36 - 17 | ACS Sepsi SIC Sfântu Gheorghe | Sala Sporturilor Olimpia, Ploiești Arbitri: G. Dudău, R. Dudău |
| 12 octombrie 2024 12:30 | Cîrjan 6    | (19-9)  | A. Gheorghe 5                 | Sala Sporturilor Olimpia, Ploiești Arbitri: G. Dudău, R. Dudău |
| 12 octombrie 2024 12:30 | 3× 1×       | Cronica | 3× 1×                         | Sala Sporturilor Olimpia, Ploiești Arbitri: G. Dudău, R. Dudău |

| 12 octombrie 2024 13:00 | CSM Făgăraș | 34 - 34 | ACS HC Harghita Odorheiu Secuiesc | Sala Colegiului „Radu Negru”, Făgăraș Arbitri: Ramba, Ungar |
| 12 octombrie 2024 13:00 | Prună 7     | (18-20) | Munteanu 8                        | Sala Colegiului „Radu Negru”, Făgăraș Arbitri: Ramba, Ungar |
| 12 octombrie 2024 13:00 | 3× 1×       | Cronica | 5× 2×                             | Sala Colegiului „Radu Negru”, Făgăraș Arbitri: Ramba, Ungar |

### Etapa V
| 16 octombrie 2024 15:00 | ACS Sepsi SIC Sfântu Gheorghe | 29 - 24 | CS Star Mioveni | Sala Sporturilor „Kati Szabó”, Sfântu Gheorghe Arbitri: A. Constantin, Gál |
| 16 octombrie 2024 15:00 | A. Gheorghe 7                 | (12-11) | Drăgoescu 5     | Sala Sporturilor „Kati Szabó”, Sfântu Gheorghe Arbitri: A. Constantin, Gál |
| 16 octombrie 2024 15:00 | 4× 1×                         | Cronica | 6× 2×           | Sala Sporturilor „Kati Szabó”, Sfântu Gheorghe Arbitri: A. Constantin, Gál |

| 16 octombrie 2024 15:00 | „U” Cluj | 31 - 19 | CSU de Vest Timișoara | Sala Sporturilor „Horia Demian”, Cluj-Napoca Arbitri: Horincar, Pavel |
| 16 octombrie 2024 15:00 | Stana 9  | (19-11) | Bărboi 4              | Sala Sporturilor „Horia Demian”, Cluj-Napoca Arbitri: Horincar, Pavel |
| 16 octombrie 2024 15:00 | 3× 1×    | Cronica | 2× 2× 1×              | Sala Sporturilor „Horia Demian”, Cluj-Napoca Arbitri: Horincar, Pavel |

| 16 octombrie 2024 16:00 | CS Universitar Oradea | 36 - 28 | CS Universitatea Reșița | Sala de Jocuri Sportive a Universității, Oradea Arbitri: Răducan, Török |
| 16 octombrie 2024 16:00 | Bochiș 7              | (17-15) | Cîmpean 7               | Sala de Jocuri Sportive a Universității, Oradea Arbitri: Răducan, Török |
| 16 octombrie 2024 16:00 | 4× 1×                 | Cronica | 3× 2×                   | Sala de Jocuri Sportive a Universității, Oradea Arbitri: Răducan, Török |

| 16 octombrie 2024 17:00 | ACS HC Harghita Odorheiu Secuiesc | 18 - 33 | CSJ Prahova | Sala Sporturilor, Odorheiu Secuiesc Arbitri: S. Curtuia, F. Curtuia |
| 16 octombrie 2024 17:00 | Munteanu 7                        | (9-14)  | Striukova 6 | Sala Sporturilor, Odorheiu Secuiesc Arbitri: S. Curtuia, F. Curtuia |
| 16 octombrie 2024 17:00 | 3×                                | Cronica | 4× 2×       | Sala Sporturilor, Odorheiu Secuiesc Arbitri: S. Curtuia, F. Curtuia |

| 16 octombrie 2024 18:00 | CSO Teutonii Ghimbav | 27 - 27 | CSM Făgăraș | Sala de Sport, Ghimbav Arbitri: Babău, A. Roibu |
| 16 octombrie 2024 18:00 | Crețu 7              | (14-14) | Petrea 12   | Sala de Sport, Ghimbav Arbitri: Babău, A. Roibu |
| 16 octombrie 2024 18:00 | 3×                   | Cronica | 6× 1× 1×    | Sala de Sport, Ghimbav Arbitri: Babău, A. Roibu |

### Etapa VI
| 30 octombrie 2024 15:00 | CS Universitatea Reșița | 27 - 31 | ACS Sepsi SIC Sfântu Gheorghe | Sala Sporturilor, Reșița Arbitri: Gorina, Melencu |
| 30 octombrie 2024 15:00 | Dușa 8                  | (14-14) | Abaza, Damian 5               | Sala Sporturilor, Reșița Arbitri: Gorina, Melencu |
| 30 octombrie 2024 15:00 | 5×                      | Cronica | 3× 2×                         | Sala Sporturilor, Reșița Arbitri: Gorina, Melencu |

| 30 octombrie 2024 15:00 | CSU de Vest Timișoara | 33 - 29 | CSM Făgăraș | Sala Sporturilor „Constantin Jude”, Timișoara Arbitri: Dumitru, Ionescu |
| 30 octombrie 2024 15:00 | Șufană 12             | (17-14) | Opriș 14    | Sala Sporturilor „Constantin Jude”, Timișoara Arbitri: Dumitru, Ionescu |
| 30 octombrie 2024 15:00 | 7× 1×                 | Cronica | 5× 2×       | Sala Sporturilor „Constantin Jude”, Timișoara Arbitri: Dumitru, Ionescu |

| 30 octombrie 2024 16:00 | „U” Cluj | 30 - 26 | CS Universitar Oradea | Sala Sporturilor „Horia Demian”, Cluj-Napoca Arbitri: D. Chiriac, Vlasa |
| 30 octombrie 2024 16:00 | Stana 11 | (17-11) | Valinciuc 7           | Sala Sporturilor „Horia Demian”, Cluj-Napoca Arbitri: D. Chiriac, Vlasa |
| 30 octombrie 2024 16:00 | 5× 1× 1× | Cronica | 7× 1× 1×              | Sala Sporturilor „Horia Demian”, Cluj-Napoca Arbitri: D. Chiriac, Vlasa |

| 30 octombrie 2024 16:30 | CSJ Prahova | 36 - 21 | CSO Teutonii Ghimbav | Sala Sporturilor Olimpia, Ploiești Arbitri: Bălan, Savin |
| 30 octombrie 2024 16:30 | Andrița 7   | (16-8)  | Crețu 7              | Sala Sporturilor Olimpia, Ploiești Arbitri: Bălan, Savin |
| 30 octombrie 2024 16:30 | 5× 2×       | Cronica | 5× 2×                | Sala Sporturilor Olimpia, Ploiești Arbitri: Bălan, Savin |

| 30 octombrie 2024 17:00 | CS Star Mioveni      | 24 - 36 | ACS HC Harghita Odorheiu Secuiesc | Sala Sporturilor, Mioveni Arbitri: Iacob, A. Moldovan |
| 30 octombrie 2024 17:00 | Niță, Pal Ceandani 5 | (9-18)  | Miklós 8                          | Sala Sporturilor, Mioveni Arbitri: Iacob, A. Moldovan |
| 30 octombrie 2024 17:00 | 1×                   | Cronica | 5×                                | Sala Sporturilor, Mioveni Arbitri: Iacob, A. Moldovan |

### Etapa VII
| 2 noiembrie 2024 12:00 | CS Universitar Oradea  | 34 - 31 | CSU de Vest Timișoara | Sala de Jocuri Sportive a Universității, Oradea Arbitri: Gurbina, Stanciu |
| 2 noiembrie 2024 12:00 | Boroș, Dalea, Vrabie 6 | (17-15) | Drăgan 8              | Sala de Jocuri Sportive a Universității, Oradea Arbitri: Gurbina, Stanciu |
| 2 noiembrie 2024 12:00 | 6× 1×                  | Cronica | 7× 2× 1×              | Sala de Jocuri Sportive a Universității, Oradea Arbitri: Gurbina, Stanciu |

| 2 noiembrie 2024 12:00 | ACS HC Harghita Odorheiu Secuiesc | 36 - 27 | CS Universitatea Reșița | Sala Sporturilor, Odorheiu Secuiesc Arbitri: Ali, Mihordea |
| 2 noiembrie 2024 12:00 | Chirtacu 9                        | (19-16) | Radosavlevici 6         | Sala Sporturilor, Odorheiu Secuiesc Arbitri: Ali, Mihordea |
| 2 noiembrie 2024 12:00 | 5× 1× 1×                          | Cronica | 7× 2×                   | Sala Sporturilor, Odorheiu Secuiesc Arbitri: Ali, Mihordea |

| 2 noiembrie 2024 13:30 | CSO Teutonii Ghimbav | 27 - 26 | CS Star Mioveni | Sala de Sport, Ghimbav Arbitri: Babău, A. Roibu |
| 2 noiembrie 2024 13:30 | Crețu 8              | (13-15) | Rachina 7       | Sala de Sport, Ghimbav Arbitri: Babău, A. Roibu |
| 2 noiembrie 2024 13:30 | 5×                   | Cronica | 11× 2× 2×       | Sala de Sport, Ghimbav Arbitri: Babău, A. Roibu |

| 2 noiembrie 2024 14:00 | CSM Făgăraș | 11 - 31 | CSJ Prahova           | Sala Colegiului „Radu Negru”, Făgăraș Arbitri: R. Chiriac, Cordescu |
| 2 noiembrie 2024 14:00 | Rusu 3      | (5-16)  | Alexandru, C. Petre 5 | Sala Colegiului „Radu Negru”, Făgăraș Arbitri: R. Chiriac, Cordescu |
| 2 noiembrie 2024 14:00 | 5× 1×       | Cronica | 5× 2×                 | Sala Colegiului „Radu Negru”, Făgăraș Arbitri: R. Chiriac, Cordescu |

| 2 noiembrie 2024 16:00 | ACS Sepsi SIC Sfântu Gheorghe | 32 - 25 | „U” Cluj | Sala Sporturilor „Kati Szabó”, Sfântu Gheorghe Arbitri: Basso, Tofan |
| 2 noiembrie 2024 16:00 | Banu, Bîță 6                  | (15-13) | Stana 6  | Sala Sporturilor „Kati Szabó”, Sfântu Gheorghe Arbitri: Basso, Tofan |
| 2 noiembrie 2024 16:00 | 5× 1×                         | Cronica | 4× 1×    | Sala Sporturilor „Kati Szabó”, Sfântu Gheorghe Arbitri: Basso, Tofan |

### Etapa VIII
| 9 noiembrie 2024 12:00 | CS Universitatea Reșița | 27 - 27 | CSO Teutonii Ghimbav | Sala Sporturilor, Reșița Arbitri: Durnea, Fiscu |
| 9 noiembrie 2024 12:00 | Radosavlevici 7         | (13-13) | Virag 8              | Sala Sporturilor, Reșița Arbitri: Durnea, Fiscu |
| 9 noiembrie 2024 12:00 | 5×                      | Cronica | 6× 1×                | Sala Sporturilor, Reșița Arbitri: Durnea, Fiscu |

| 9 noiembrie 2024 12:00 | CS Universitar Oradea | 28 - 24 | ACS Sepsi SIC Sfântu Gheorghe | Sala de Jocuri Sportive a Universității, Oradea Arbitri: Tătaru, Văcariu |
| 9 noiembrie 2024 12:00 | Bochiș, Boroș 6       | (15-12) | A. Gheorghe, Rău 5            | Sala de Jocuri Sportive a Universității, Oradea Arbitri: Tătaru, Văcariu |
| 9 noiembrie 2024 12:00 | 5× 1×                 | Cronica | 3×                            | Sala de Jocuri Sportive a Universității, Oradea Arbitri: Tătaru, Văcariu |

| 9 noiembrie 2024 14:30 | CSU de Vest Timișoara | 17 - 39 | CSJ Prahova            | Sala Sporturilor „Constantin Jude”, Timișoara Arbitri: Dosa, Ianu |
| 9 noiembrie 2024 14:30 | Drăgan 5              | (6-21)  | Alexandru, Striukova 5 | Sala Sporturilor „Constantin Jude”, Timișoara Arbitri: Dosa, Ianu |
| 9 noiembrie 2024 14:30 | 2×                    | Cronica | 1× 1×                  | Sala Sporturilor „Constantin Jude”, Timișoara Arbitri: Dosa, Ianu |

| 9 noiembrie 2024 15:00 | CS Star Mioveni | 33 - 29 | CSM Făgăraș | Sala Sporturilor, Mioveni Arbitri: Radu, Vișan |
| 9 noiembrie 2024 15:00 | Rachina 8       | (17-7)  | Petrea 8    | Sala Sporturilor, Mioveni Arbitri: Radu, Vișan |
| 9 noiembrie 2024 15:00 | 8× 2×           | Cronica | 7× 1×       | Sala Sporturilor, Mioveni Arbitri: Radu, Vișan |

| 9 noiembrie 2024 16:00 | „U” Cluj | 36 - 29 | ACS HC Harghita Odorheiu Secuiesc | Sala Sporturilor „Horia Demian”, Cluj-Napoca Arbitri: R. Chiriac, Cordescu |
| 9 noiembrie 2024 16:00 | Stana 8  | (17-11) | Munteanu 9                        | Sala Sporturilor „Horia Demian”, Cluj-Napoca Arbitri: R. Chiriac, Cordescu |
| 9 noiembrie 2024 16:00 | 9× 2×    | Cronica | 3× 2×                             | Sala Sporturilor „Horia Demian”, Cluj-Napoca Arbitri: R. Chiriac, Cordescu |

### Etapa IX
| 16 noiembrie 2024 12:00 | CSO Teutonii Ghimbav | 24 - 30 | „U” Cluj      | Sala de Sport, Ghimbav Arbitri: Murariu, Tăbăcariu |
| 16 noiembrie 2024 12:00 | Golanu, Virag 4      | (6-17)  | Lung, Stana 7 | Sala de Sport, Ghimbav Arbitri: Murariu, Tăbăcariu |
| 16 noiembrie 2024 12:00 | 4× 1×                | Cronica | 7× 1×         | Sala de Sport, Ghimbav Arbitri: Murariu, Tăbăcariu |

| 16 noiembrie 2024 12:30 | ACS Sepsi SIC Sfântu Gheorghe | 30 - 23 | CSU de Vest Timișoara | Sala Sporturilor „Kati Szabó”, Sfântu Gheorghe Arbitri: Kotecz, Pomian |
| 16 noiembrie 2024 12:30 | Márton 7                      | (12-14) | Stana 7               | Sala Sporturilor „Kati Szabó”, Sfântu Gheorghe Arbitri: Kotecz, Pomian |
| 16 noiembrie 2024 12:30 | 1×                            | Cronica | 4× 2×                 | Sala Sporturilor „Kati Szabó”, Sfântu Gheorghe Arbitri: Kotecz, Pomian |

| 16 noiembrie 2024 13:00 | CSM Făgăraș | 28 - 34 | CS Universitatea Reșița | Sala Colegiului „Radu Negru”, Făgăraș Arbitri: A. Georgescu, Isdrăilă |
| 16 noiembrie 2024 13:00 | Prună 7     | (15-15) | Știubei-Gîrboni 10      | Sala Colegiului „Radu Negru”, Făgăraș Arbitri: A. Georgescu, Isdrăilă |
| 16 noiembrie 2024 13:00 | 3× 1×       | Cronica | 6× 1×                   | Sala Colegiului „Radu Negru”, Făgăraș Arbitri: A. Georgescu, Isdrăilă |

| 16 noiembrie 2024 13:30 | CSJ Prahova | 46 - 27 | CS Star Mioveni | Sala Sporturilor Olimpia, Ploiești Arbitri: Barbu, Grigoriev |
| 16 noiembrie 2024 13:30 | Striukova 8 | (24-10) | Rachina 8       | Sala Sporturilor Olimpia, Ploiești Arbitri: Barbu, Grigoriev |
| 16 noiembrie 2024 13:30 | 3× 1×       | Cronica | 3× 1×           | Sala Sporturilor Olimpia, Ploiești Arbitri: Barbu, Grigoriev |

| 17 noiembrie 2024 12:00 | ACS HC Harghita Odorheiu Secuiesc | 26 - 36 | CS Universitar Oradea | Sala Sporturilor, Odorheiu Secuiesc Arbitri: Agliceriu, Turdean |
| 17 noiembrie 2024 12:00 | Munteanu 7                        | (13-17) | Bochiș 9              | Sala Sporturilor, Odorheiu Secuiesc Arbitri: Agliceriu, Turdean |
| 17 noiembrie 2024 12:00 | 4× 2×                             | Cronica | 1×                    | Sala Sporturilor, Odorheiu Secuiesc Arbitri: Agliceriu, Turdean |

| Clasament valabil pe 17 noiembrie 2024, la finalul turului. \| Poz. \| Echipa \| J \| V \| E \| Î \| GM \| GP \| DG \| P \| \| ---- \| --------------------------------- \| - \| - \| - \| - \| --- \| --- \| ----- \| -- \| \| 1 \| CSJ Prahova \| 9 \| 9 \| 0 \| 0 \| 326 \| 172 \| + 154 \| 27 \| \| 2 \| ACS Sepsi SIC Sfântu Gheorghe \| 9 \| 7 \| 0 \| 2 \| 264 \| 235 \| + 29 \| 21 \| \| 3 \| „U” Cluj \| 9 \| 6 \| 0 \| 3 \| 251 \| 229 \| + 22 \| 18 \| \| 4 \| CS Universitar Oradea \| 9 \| 5 \| 0 \| 4 \| 258 \| 251 \| + 7 \| 15 \| \| 5 \| CS Universitatea Reșița \| 9 \| 3 \| 2 \| 4 \| 243 \| 275 \| – 32 \| 11 \| \| 6 \| ACS HC Harghita Odorheiu Secuiesc \| 9 \| 3 \| 1 \| 5 \| 262 \| 282 \| – 20 \| 10 \| \| 7 \| CS Star Mioveni \| 9 \| 3 \| 1 \| 5 \| 242 \| 278 \| – 36 \| 10 \| \| 8 \| CSO Teutonii Ghimbav \| 9 \| 2 \| 2 \| 5 \| 220 \| 248 \| – 28 \| 8 \| \| 9 \| CSU de Vest Timișoara \| 9 \| 2 \| 0 \| 7 \| 223 \| 270 \| – 47 \| 6 \| \| 10 \| CSM Făgăraș \| 9 \| 1 \| 2 \| 6 \| 234 \| 283 \| – 49 \| 5 \| |                                   |   |   |   |   |     |     |       |    |
| Poz. | Echipa                            | J | V | E | Î | GM  | GP  | DG    | P  |
| 1 | CSJ Prahova                       | 9 | 9 | 0 | 0 | 326 | 172 | + 154 | 27 |
| 2 | ACS Sepsi SIC Sfântu Gheorghe     | 9 | 7 | 0 | 2 | 264 | 235 | + 29  | 21 |
| 3 | „U” Cluj                          | 9 | 6 | 0 | 3 | 251 | 229 | + 22  | 18 |
| 4 | CS Universitar Oradea             | 9 | 5 | 0 | 4 | 258 | 251 | + 7   | 15 |
| 5 | CS Universitatea Reșița           | 9 | 3 | 2 | 4 | 243 | 275 | – 32  | 11 |
| 6 | ACS HC Harghita Odorheiu Secuiesc | 9 | 3 | 1 | 5 | 262 | 282 | – 20  | 10 |
| 7 | CS Star Mioveni                   | 9 | 3 | 1 | 5 | 242 | 278 | – 36  | 10 |
| 8 | CSO Teutonii Ghimbav              | 9 | 2 | 2 | 5 | 220 | 248 | – 28  | 8  |
| 9 | CSU de Vest Timișoara             | 9 | 2 | 0 | 7 | 223 | 270 | – 47  | 6  |
| 10 | CSM Făgăraș                       | 9 | 1 | 2 | 6 | 234 | 283 | – 49  | 5  |

### Rezultate în retur
Date oficiale publicate de Federația Română de Handbal

### Etapa X
| 14 decembrie 2024 11:00 | CSU de Vest Timișoara | 22 - 34 | CS Star Mioveni | Sala UVT, Timișoara Arbitri: Marii, Stegaru |
| 14 decembrie 2024 11:00 | Jeremic, Sîrbu 4      | (11-16) | Pal Ceandani 9  | Sala UVT, Timișoara Arbitri: Marii, Stegaru |
| 14 decembrie 2024 11:00 | 5×                    | Cronica | 4×              | Sala UVT, Timișoara Arbitri: Marii, Stegaru |

| 14 decembrie 2024 12:00 | CSO Teutonii Ghimbav | 27 - 23 | CS Universitar Oradea | Sala de Sport, Ghimbav Arbitri: Bărgâuan, Nicolaevici |
| 14 decembrie 2024 12:00 | Crețu 7              | (15-14) | Duțu, Vrabie 5        | Sala de Sport, Ghimbav Arbitri: Bărgâuan, Nicolaevici |
| 14 decembrie 2024 12:00 | 5× 3×                | Cronica | 4×                    | Sala de Sport, Ghimbav Arbitri: Bărgâuan, Nicolaevici |

| 14 decembrie 2024 12:00 | ACS HC Harghita Odorheiu Secuiesc | 20 - 30 | ACS Sepsi SIC Sfântu Gheorghe | Sala Sporturilor, Odorheiu Secuiesc Arbitri: G. Dudău, R. Dudău |
| 14 decembrie 2024 12:00 | Munteanu 5                        | (11-16) | A. Gheorghe 6                 | Sala Sporturilor, Odorheiu Secuiesc Arbitri: G. Dudău, R. Dudău |
| 14 decembrie 2024 12:00 | 4× 1×                             | Cronica | 4×                            | Sala Sporturilor, Odorheiu Secuiesc Arbitri: G. Dudău, R. Dudău |

| 14 decembrie 2024 14:00 | CSM Făgăraș | 24 - 27 | „U” Cluj  | Sala Colegiului „Radu Negru”, Făgăraș Arbitri: A. Constantin, Gál |
| 14 decembrie 2024 14:00 | Opriș 8     | (13-14) | Daróczi 7 | Sala Colegiului „Radu Negru”, Făgăraș Arbitri: A. Constantin, Gál |
| 14 decembrie 2024 14:00 | 6× 2×       | Cronica | 11× 1×    | Sala Colegiului „Radu Negru”, Făgăraș Arbitri: A. Constantin, Gál |

| 14 decembrie 2024 14:30 | CSJ Prahova | 42 - 27 | CS Universitatea Reșița | Sala Sporturilor Olimpia, Ploiești Arbitri: Grecu, Zapciroiu |
| 14 decembrie 2024 14:30 | Cîrjan 8    | (23-11) | Dușa 9                  | Sala Sporturilor Olimpia, Ploiești Arbitri: Grecu, Zapciroiu |
| 14 decembrie 2024 14:30 | 1× 1×       | Cronica | 3×                      | Sala Sporturilor Olimpia, Ploiești Arbitri: Grecu, Zapciroiu |

### Etapa XI
| 18 decembrie 2024 14:00 | CS Universitatea Reșița | 32 - 31 | CS Star Mioveni | Sala Sporturilor, Reșița Arbitri: Drăgănescu, Rădulescu |
| 18 decembrie 2024 14:00 | Radosavlevici 6         | (19-14) | Rachina 12      | Sala Sporturilor, Reșița Arbitri: Drăgănescu, Rădulescu |
| 18 decembrie 2024 14:00 | 4× 1×                   | Cronica | 4× 1×           | Sala Sporturilor, Reșița Arbitri: Drăgănescu, Rădulescu |

| 18 decembrie 2024 16:00 | CS Universitar Oradea | 29 - 29 | CSM Făgăraș | Sala de Jocuri Sportive a Universității, Oradea Arbitri: Răducan, Török |
| 18 decembrie 2024 16:00 | Abodi 8               | (16-13) | Opriș 9     | Sala de Jocuri Sportive a Universității, Oradea Arbitri: Răducan, Török |
| 18 decembrie 2024 16:00 | 7× 2×                 | Cronica | 5× 1×       | Sala de Jocuri Sportive a Universității, Oradea Arbitri: Răducan, Török |

| 18 decembrie 2024 16:00 | „U” Cluj         | 23 - 38 | CSJ Prahova          | Sala Sporturilor „Horia Demian”, Cluj-Napoca Arbitri: Coroban, Horoba |
| 18 decembrie 2024 16:00 | Cercel, Irimia 4 | (12-18) | A. Berbece, Cîrjan 8 | Sala Sporturilor „Horia Demian”, Cluj-Napoca Arbitri: Coroban, Horoba |
| 18 decembrie 2024 16:00 | 3× 1×            | Cronica | 3× 1×                | Sala Sporturilor „Horia Demian”, Cluj-Napoca Arbitri: Coroban, Horoba |

| 18 decembrie 2024 16:30 | ACS HC Harghita Odorheiu Secuiesc | 28 - 19 | CSU de Vest Timișoara | Sala Sporturilor, Odorheiu Secuiesc Arbitri: Gațu, V. Murariu |
| 18 decembrie 2024 16:30 | Chirtacu, Munteanu 7              | (12-11) | Voicu 7               | Sala Sporturilor, Odorheiu Secuiesc Arbitri: Gațu, V. Murariu |
| 18 decembrie 2024 16:30 | 2× 1×                             | Cronica | 3× 1×                 | Sala Sporturilor, Odorheiu Secuiesc Arbitri: Gațu, V. Murariu |

| 18 decembrie 2024 17:00 | ACS Sepsi SIC Sfântu Gheorghe | 31 - 18 | CSO Teutonii Ghimbav | Sala Sporturilor „Kati Szabó”, Sfântu Gheorghe Arbitri: Agavriloaie, Bura |
| 18 decembrie 2024 17:00 | Banu 6                        | (15-9)  | Crețu 5              | Sala Sporturilor „Kati Szabó”, Sfântu Gheorghe Arbitri: Agavriloaie, Bura |
| 18 decembrie 2024 17:00 | 7× 1×                         | Cronica | 5× 1×                | Sala Sporturilor „Kati Szabó”, Sfântu Gheorghe Arbitri: Agavriloaie, Bura |

### Etapa XII
| 15 ianuarie 2025 15:00 | CS Star Mioveni | 27 - 27 | „U” Cluj | Sala Sporturilor, Mioveni Asistență: 100 Arbitri: Drăgănescu, Rădulescu |
| 15 ianuarie 2025 15:00 | A.M. Gheorghe 6 | (15-16) | Stana 9  | Sala Sporturilor, Mioveni Asistență: 100 Arbitri: Drăgănescu, Rădulescu |
| 15 ianuarie 2025 15:00 | 3× 1×           | Cronica | 4× 1×    | Sala Sporturilor, Mioveni Asistență: 100 Arbitri: Drăgănescu, Rădulescu |

| 15 ianuarie 2025 16:00 | CSU de Vest Timișoara | 28 - 24 | CS Universitatea Reșița | Sala UVT, Timișoara Asistență: 100 Arbitri: Nicolae, Rotaru |
| 15 ianuarie 2025 16:00 | Voicu 7               | (15-13) | Dușa, Știubei-Gîrboni 5 | Sala UVT, Timișoara Asistență: 100 Arbitri: Nicolae, Rotaru |
| 15 ianuarie 2025 16:00 | 5× 1×                 | Cronica | 4× 1×                   | Sala UVT, Timișoara Asistență: 100 Arbitri: Nicolae, Rotaru |

| 15 ianuarie 2025 16:30 | CSJ Prahova | 43 - 14 | CS Universitar Oradea | Sala Sporturilor Olimpia, Ploiești Arbitri: Bălan, Savin |
| 15 ianuarie 2025 16:30 | C. Petre 6  | (23-7)  | Medve 3               | Sala Sporturilor Olimpia, Ploiești Arbitri: Bălan, Savin |
| 15 ianuarie 2025 16:30 | 3× 2×       | Cronica | 3×                    | Sala Sporturilor Olimpia, Ploiești Arbitri: Bălan, Savin |

| 15 ianuarie 2025 16:30 | CSM Făgăraș | 25 - 26 | ACS Sepsi SIC Sfântu Gheorghe | Sala Colegiului „Radu Negru”, Făgăraș Asistență: 150 Arbitri: Agliceriu, Turdean |
| 15 ianuarie 2025 16:30 | Opriș 7     | (14-13) | Rău 8                         | Sala Colegiului „Radu Negru”, Făgăraș Asistență: 150 Arbitri: Agliceriu, Turdean |
| 15 ianuarie 2025 16:30 | 3× 2×       | Cronica | 4× 1× 1×                      | Sala Colegiului „Radu Negru”, Făgăraș Asistență: 150 Arbitri: Agliceriu, Turdean |

| 15 ianuarie 2025 18:00 | CSO Teutonii Ghimbav | 25 - 32 | ACS HC Harghita Odorheiu Secuiesc | Sala de Sport, Ghimbav Asistență: 100 Arbitri: Ali, Mihordea |
| 15 ianuarie 2025 18:00 | Oprică 6             | (12-16) | Munteanu 13                       | Sala de Sport, Ghimbav Asistență: 100 Arbitri: Ali, Mihordea |
| 15 ianuarie 2025 18:00 | 5×                   | Cronica | 4× 1×                             | Sala de Sport, Ghimbav Asistență: 100 Arbitri: Ali, Mihordea |

### Etapa XIII
| 18 ianuarie 2025 11:30 | CS Universitar Oradea | 30 - 29 | CS Star Mioveni | Sala de Jocuri Sportive a Universității, Oradea Asistență: 50 Arbitri: Ghiocel, Râpă |
| 18 ianuarie 2025 11:30 | Medve 8               | (14-14) | A.M. Gheorghe 6 | Sala de Jocuri Sportive a Universității, Oradea Asistență: 50 Arbitri: Ghiocel, Râpă |
| 18 ianuarie 2025 11:30 | 3× 1×                 | Cronica | 8× 1×           | Sala de Jocuri Sportive a Universității, Oradea Asistență: 50 Arbitri: Ghiocel, Râpă |

| 18 ianuarie 2025 12:00 | ACS HC Harghita Odorheiu Secuiesc | 25 - 26 | CSM Făgăraș | Sala Sporturilor, Odorheiu Secuiesc Arbitri: Avădani, Popovici |
| 18 ianuarie 2025 12:00 | Miklós 8                          | (10-12) | Gherghel 11 | Sala Sporturilor, Odorheiu Secuiesc Arbitri: Avădani, Popovici |
| 18 ianuarie 2025 12:00 | 5× 2×                             | Cronica | 6× 1×       | Sala Sporturilor, Odorheiu Secuiesc Arbitri: Avădani, Popovici |

| 18 ianuarie 2025 12:00 | CSO Teutonii Ghimbav | 33 - 28 | CSU de Vest Timișoara | Sala de Sport, Ghimbav Asistență: 100 Arbitri: Ciutacu, Stamatoiu |
| 18 ianuarie 2025 12:00 | Crețu 10             | (16-14) | Sîrbu 9               | Sala de Sport, Ghimbav Asistență: 100 Arbitri: Ciutacu, Stamatoiu |
| 18 ianuarie 2025 12:00 | 6×                   | Cronica | 3× 1×                 | Sala de Sport, Ghimbav Asistență: 100 Arbitri: Ciutacu, Stamatoiu |

| 18 ianuarie 2025 14:00 | ACS Sepsi SIC Sfântu Gheorghe | 20 - 25 | CSJ Prahova | Sala Sporturilor „Kati Szabó”, Sfântu Gheorghe Asistență: 100 Arbitri: Ifrim, Ilisei |
| 18 ianuarie 2025 14:00 | Damian 6                      | (8-12)  | Cîrjan 6    | Sala Sporturilor „Kati Szabó”, Sfântu Gheorghe Asistență: 100 Arbitri: Ifrim, Ilisei |
| 18 ianuarie 2025 14:00 | 5× 1×                         | Cronica | 5×          | Sala Sporturilor „Kati Szabó”, Sfântu Gheorghe Asistență: 100 Arbitri: Ifrim, Ilisei |

| 18 ianuarie 2025 16:00 | „U” Cluj | 24 - 25 | CS Universitatea Reșița | Sala Sporturilor „Horia Demian”, Cluj-Napoca Asistență: 88 Arbitri: Ardelean, Botez |
| 18 ianuarie 2025 16:00 | Sava 7   | (17-13) | Dușa 6                  | Sala Sporturilor „Horia Demian”, Cluj-Napoca Asistență: 88 Arbitri: Ardelean, Botez |
| 18 ianuarie 2025 16:00 | 3× 3×    | Cronica | 3×                      | Sala Sporturilor „Horia Demian”, Cluj-Napoca Asistență: 88 Arbitri: Ardelean, Botez |

### Etapa XIV
| 22 ianuarie 2025 16:00 | CSU de Vest Timișoara | 14 - 29 | „U” Cluj | Sala UVT, Timișoara Asistență: 100 Arbitri: Beica, Dodu |
| 22 ianuarie 2025 16:00 | Voicu 5               | (5-16)  | Stana 6  | Sala UVT, Timișoara Asistență: 100 Arbitri: Beica, Dodu |
| 22 ianuarie 2025 16:00 | 2× 1×                 | Cronica | 7×       | Sala UVT, Timișoara Asistență: 100 Arbitri: Beica, Dodu |

| 22 ianuarie 2025 16:00 | CS Star Mioveni | 29 - 31 | ACS Sepsi SIC Sfântu Gheorghe | Sala Sporturilor, Mioveni Asistență: 100 Arbitri: Savin, Bălan |
| 22 ianuarie 2025 16:00 | Rachina 11      | (14-17) | Damian 7                      | Sala Sporturilor, Mioveni Asistență: 100 Arbitri: Savin, Bălan |
| 22 ianuarie 2025 16:00 | 3× 2×           | Cronica | 4× 1×                         | Sala Sporturilor, Mioveni Asistență: 100 Arbitri: Savin, Bălan |

| 22 ianuarie 2025 16:30 | CSM Făgăraș | 25 - 33 | CSO Teutonii Ghimbav | Sala Colegiului „Radu Negru”, Făgăraș Asistență: 150 Arbitri: F. Curtuia, S. Curtuia |
| 22 ianuarie 2025 16:30 | Opriș 12    | (11-14) | Crețu 9              | Sala Colegiului „Radu Negru”, Făgăraș Asistență: 150 Arbitri: F. Curtuia, S. Curtuia |
| 22 ianuarie 2025 16:30 | 4× 1×       | Cronica | 4× 1×                | Sala Colegiului „Radu Negru”, Făgăraș Asistență: 150 Arbitri: F. Curtuia, S. Curtuia |

| 22 ianuarie 2025 16:30 | CSJ Prahova | 42 - 21 | ACS HC Harghita Odorheiu Secuiesc | Sala Sporturilor Olimpia, Ploiești Asistență: 50 Arbitri: Radu, Vișan |
| 22 ianuarie 2025 16:30 | Coman 7     | (19-10) | Munteanu 10                       | Sala Sporturilor Olimpia, Ploiești Asistență: 50 Arbitri: Radu, Vișan |
| 22 ianuarie 2025 16:30 | 3× 1×       | Cronica | 3× 1×                             | Sala Sporturilor Olimpia, Ploiești Asistență: 50 Arbitri: Radu, Vișan |

| 22 ianuarie 2025 16:30 | CS Universitatea Reșița | 24 - 27 | CS Universitar Oradea | Sala Sporturilor, Reșița Asistență: 100 Arbitri: R. Chiriac, Cordescu |
| 22 ianuarie 2025 16:30 | Dușa 7                  | (12-11) | Bochiș 7              | Sala Sporturilor, Reșița Asistență: 100 Arbitri: R. Chiriac, Cordescu |
| 22 ianuarie 2025 16:30 | 3× 1×                   | Cronica | 4× 1×                 | Sala Sporturilor, Reșița Asistență: 100 Arbitri: R. Chiriac, Cordescu |

### Etapa XV
| 25 ianuarie 2025 12:00 | ACS Sepsi SIC Sfântu Gheorghe | 43 - 18 | CS Universitatea Reșița | Sala Sporturilor „Kati Szabó”, Sfântu Gheorghe Asistență: 150 Arbitri: Ramba, Ungar |
| 25 ianuarie 2025 12:00 | Márton 7                      | (22-9)  | Radosavlevici 5         | Sala Sporturilor „Kati Szabó”, Sfântu Gheorghe Asistență: 150 Arbitri: Ramba, Ungar |
| 25 ianuarie 2025 12:00 | 4×                            | Cronica | 2×                      | Sala Sporturilor „Kati Szabó”, Sfântu Gheorghe Asistență: 150 Arbitri: Ramba, Ungar |

| 25 ianuarie 2025 12:00 | ACS HC Harghita Odorheiu Secuiesc | 39 - 44 | CS Star Mioveni | Sala Sporturilor, Odorheiu Secuiesc Asistență: 150 Arbitri: A. Georgescu, Isdrăilă |
| 25 ianuarie 2025 12:00 | Munteanu 10                       | (19-21) | Drăgoescu 11    | Sala Sporturilor, Odorheiu Secuiesc Asistență: 150 Arbitri: A. Georgescu, Isdrăilă |
| 25 ianuarie 2025 12:00 | 1×                                | Cronica | 3×              | Sala Sporturilor, Odorheiu Secuiesc Asistență: 150 Arbitri: A. Georgescu, Isdrăilă |

| 25 ianuarie 2025 12:00 | CSO Teutonii Ghimbav | 22 - 34 | CSJ Prahova                   | Sala de Sport, Ghimbav Asistență: 100 Arbitri: Gațu, Murariu |
| 25 ianuarie 2025 12:00 | Oprică 9             | (9-22)  | Alexandru, Buzoianu, Cîrjan 5 | Sala de Sport, Ghimbav Asistență: 100 Arbitri: Gațu, Murariu |
| 25 ianuarie 2025 12:00 | 4× 1×                | Cronica | 3× 1×                         | Sala de Sport, Ghimbav Asistență: 100 Arbitri: Gațu, Murariu |

| 25 ianuarie 2025 12:00 | CSM Făgăraș | 36 - 26 | CSU de Vest Timișoara | Sala Colegiului „Radu Negru”, Făgăraș Asistență: 200 Arbitri: Ciobea, Mokany |
| 25 ianuarie 2025 12:00 | Petrea 12   | (21-10) | Voicu, Șufană 6       | Sala Colegiului „Radu Negru”, Făgăraș Asistență: 200 Arbitri: Ciobea, Mokany |
| 25 ianuarie 2025 12:00 | 3× 3×       | Cronica | × 3×                  | Sala Colegiului „Radu Negru”, Făgăraș Asistență: 200 Arbitri: Ciobea, Mokany |

| 25 ianuarie 2025 12:00 | CS Universitar Oradea | 23 - 26 | „U” Cluj | Sala de Jocuri Sportive a Universității, Oradea Asistență: 50 Arbitri: Horincar, Pavel |
| 25 ianuarie 2025 12:00 | Bochiș 5              | (10-12) | Stana 8  | Sala de Jocuri Sportive a Universității, Oradea Asistență: 50 Arbitri: Horincar, Pavel |
| 25 ianuarie 2025 12:00 | 2× 2×                 | Cronica | 6× 4×    | Sala de Jocuri Sportive a Universității, Oradea Asistență: 50 Arbitri: Horincar, Pavel |

### Etapa XVI
| 1 februarie 2025 12:00 | CS Universitatea Reșița | 18 - 23 | ACS HC Harghita Odorheiu Secuiesc | Sala Traian Vuia, Reșița Asistență: 50 Arbitri: Tătaru, Văcariu |
| 1 februarie 2025 12:00 | Radosavlevici 7         | (7-10)  | Munteanu 8                        | Sala Traian Vuia, Reșița Asistență: 50 Arbitri: Tătaru, Văcariu |
| 1 februarie 2025 12:00 | 4×                      | Cronica | 2× 1×                             | Sala Traian Vuia, Reșița Asistență: 50 Arbitri: Tătaru, Văcariu |

| 1 februarie 2025 13:00 | CSU de Vest Timișoara | 18 - 27 | CS Universitar Oradea | Sala UVT, Timișoara Asistență: 200 Arbitri: Fugaru, Oțelea |
| 1 februarie 2025 13:00 | Voicu 6               | (7-11)  | Bochiș 6              | Sala UVT, Timișoara Asistență: 200 Arbitri: Fugaru, Oțelea |
| 1 februarie 2025 13:00 | 2× 2×                 | Cronica | 2× 1×                 | Sala UVT, Timișoara Asistență: 200 Arbitri: Fugaru, Oțelea |

| 1 februarie 2025 15:00 | „U” Cluj | 31 - 27 | ACS Sepsi SIC Sfântu Gheorghe | Sala Sporturilor „Horia Demian”, Cluj-Napoca Arbitri: G. Dudău, R. Dudău |
| 1 februarie 2025 15:00 | Lung 11  | (16-12) | Damian 7                      | Sala Sporturilor „Horia Demian”, Cluj-Napoca Arbitri: G. Dudău, R. Dudău |
| 1 februarie 2025 15:00 | 5× 1×    | Cronica | 5× 1×                         | Sala Sporturilor „Horia Demian”, Cluj-Napoca Arbitri: G. Dudău, R. Dudău |

| 1 februarie 2025 17:00 | CS Star Mioveni | 32 - 27 | CSO Teutonii Ghimbav | Sala Sporturilor, Mioveni Asistență: 70 Arbitri: Enache, Răduț |
| 1 februarie 2025 17:00 | Rachina 8       | (18-11) | Jiga 8               | Sala Sporturilor, Mioveni Asistență: 70 Arbitri: Enache, Răduț |
| 1 februarie 2025 17:00 | 5×              | Cronica | 3×                   | Sala Sporturilor, Mioveni Asistență: 70 Arbitri: Enache, Răduț |

| 1 februarie 2025 18:30 | CSJ Prahova  | 36 - 20 | CSM Făgăraș | Sala Sporturilor Olimpia, Ploiești Asistență: 35 Arbitri: Barbu, Grigoriev |
| 1 februarie 2025 18:30 | B. Berbece 6 | (15-7)  | Hageanu 6   | Sala Sporturilor Olimpia, Ploiești Asistență: 35 Arbitri: Barbu, Grigoriev |
| 1 februarie 2025 18:30 | 6× 1× 1×     | Cronica | 3×          | Sala Sporturilor Olimpia, Ploiești Asistență: 35 Arbitri: Barbu, Grigoriev |

### Etapa XVII
| 8 februarie 2025 14:30 | CSM Făgăraș | 30 - 34 | CS Star Mioveni | Sala Colegiului „Radu Negru”, Făgăraș Asistență: 100 Arbitri: A. Constantin, Gál |
| 8 februarie 2025 14:30 | Petrea 7    | (15-16) | Drăgoescu 10    | Sala Colegiului „Radu Negru”, Făgăraș Asistență: 100 Arbitri: A. Constantin, Gál |
| 8 februarie 2025 14:30 | 8× 2×       | Cronica | 7× 1×           | Sala Colegiului „Radu Negru”, Făgăraș Asistență: 100 Arbitri: A. Constantin, Gál |

| 12 februarie 2025 14:00 | ACS HC Harghita Odorheiu Secuiesc | 24 - 27 | „U” Cluj | Sala Sporturilor, Odorheiu Secuiesc Arbitri: Bălan, Savin |
| 12 februarie 2025 14:00 | Mester 7                          | (9-11)  | Lung 7   | Sala Sporturilor, Odorheiu Secuiesc Arbitri: Bălan, Savin |
| 12 februarie 2025 14:00 | 2×                                | Cronica | 3× 1×    | Sala Sporturilor, Odorheiu Secuiesc Arbitri: Bălan, Savin |

| 12 februarie 2025 16:00 | ACS Sepsi SIC Sfântu Gheorghe | 35 - 18 | CS Universitar Oradea | Sala Sporturilor „Kati Szabó”, Sfântu Gheorghe Asistență: 100 Arbitri: Faur, Maciornea |
| 12 februarie 2025 16:00 | Damian 13                     | (12-9)  | Havași, Valinciuc 5   | Sala Sporturilor „Kati Szabó”, Sfântu Gheorghe Asistență: 100 Arbitri: Faur, Maciornea |
| 12 februarie 2025 16:00 | 6× 2×                         | Cronica | 3× 1×                 | Sala Sporturilor „Kati Szabó”, Sfântu Gheorghe Asistență: 100 Arbitri: Faur, Maciornea |

| 12 februarie 2025 16:30 | CSJ Prahova      | 35 - 16 | CSU de Vest Timișoara | Sala Sporturilor Olimpia, Ploiești Arbitri: I. Constantin, Oprea |
| 12 februarie 2025 16:30 | Epureanu, Sava 5 | (15-5)  | Donosa, Drăgan 4      | Sala Sporturilor Olimpia, Ploiești Arbitri: I. Constantin, Oprea |
| 12 februarie 2025 16:30 | 5× 2×            | Cronica | 1× 1×                 | Sala Sporturilor Olimpia, Ploiești Arbitri: I. Constantin, Oprea |

| 12 februarie 2025 18:00 | CSO Teutonii Ghimbav | 25 - 23 | CS Universitatea Reșița | Sala de Sport, Ghimbav Asistență: 100 Arbitri: Ali, Mihordea |
| 12 februarie 2025 18:00 | Virag 6              | (10-14) | Eremici 6               | Sala de Sport, Ghimbav Asistență: 100 Arbitri: Ali, Mihordea |
| 12 februarie 2025 18:00 | 3× 1× 1×             | Cronica | 6× 2× 1×                | Sala de Sport, Ghimbav Asistență: 100 Arbitri: Ali, Mihordea |

### Etapa XVIII
| 15 februarie 2025 11:00 | CSU de Vest Timișoara | 22 - 43 | ACS Sepsi SIC Sfântu Gheorghe | Sala UVT, Timișoara Arbitri: Marii, R. Chiriac |
| 15 februarie 2025 11:00 | Drăgan 6              | (12-21) | Damian 8                      | Sala UVT, Timișoara Arbitri: Marii, R. Chiriac |
| 15 februarie 2025 11:00 | 5× 1×                 | Cronica | 2× 1×                         | Sala UVT, Timișoara Arbitri: Marii, R. Chiriac |

| 15 februarie 2025 12:00 | CS Universitar Oradea | 32 - 28 | ACS HC Harghita Odorheiu Secuiesc | Sala de Jocuri Sportive a Universității, Oradea Asistență: 50 Arbitri: Gurbina, Stanciu |
| 15 februarie 2025 12:00 | Boroș 7               | (19-14) | Munteanu 6                        | Sala de Jocuri Sportive a Universității, Oradea Asistență: 50 Arbitri: Gurbina, Stanciu |
| 15 februarie 2025 12:00 | 6×                    | Cronica | 4× 1×                             | Sala de Jocuri Sportive a Universității, Oradea Asistență: 50 Arbitri: Gurbina, Stanciu |

| 15 februarie 2025 14:30 | CS Universitatea Reșița | 31 - 26 | CSM Făgăraș | Sala Sporturilor, Reșița Asistență: 60 Arbitri: Fugaru, Oțelea |
| 15 februarie 2025 14:30 | Știubei-Gîrboni 7       | (15-11) | Angheluță 7 | Sala Sporturilor, Reșița Asistență: 60 Arbitri: Fugaru, Oțelea |
| 15 februarie 2025 14:30 | 6× 1× 1×                | Cronica | 5× 1×       | Sala Sporturilor, Reșița Asistență: 60 Arbitri: Fugaru, Oțelea |

| 15 februarie 2025 15:00 | „U” Cluj | 27 - 21 | CSO Teutonii Ghimbav | Sala Sporturilor „Horia Demian”, Cluj-Napoca Asistență: 50 Arbitri: Iacob, A. Moldovan |
| 15 februarie 2025 15:00 | Stana 7  | (15-10) | Oprică 6             | Sala Sporturilor „Horia Demian”, Cluj-Napoca Asistență: 50 Arbitri: Iacob, A. Moldovan |
| 15 februarie 2025 15:00 | 4×       | Cronica | 3×                   | Sala Sporturilor „Horia Demian”, Cluj-Napoca Asistență: 50 Arbitri: Iacob, A. Moldovan |

| 15 februarie 2025 15:00 | CS Star Mioveni | 24 - 34 | CSJ Prahova | Sala Sporturilor, Mioveni Asistență: 100 Arbitri: Florea, Trăistaru |
| 15 februarie 2025 15:00 | Gheorghe 8      | (13-17) | Buzoianu 7  | Sala Sporturilor, Mioveni Asistență: 100 Arbitri: Florea, Trăistaru |
| 15 februarie 2025 15:00 | 5× 1×           | Cronica | 2× 2×       | Sala Sporturilor, Mioveni Asistență: 100 Arbitri: Florea, Trăistaru |

## Seria B

### Clasament
Clasament valabil pe 15 februarie 2025.
| Poz. | Echipa                | J  | V  | E | Î  | GM  | GP  | DG    | P  |
| ---- | --------------------- | -- | -- | - | -- | --- | --- | ----- | -- |
| 1    | CSM Galați            | 18 | 18 | 0 | 0  | 663 | 465 | + 198 | 54 |
| 2    | CSU Știința București | 18 | 15 | 1 | 2  | 727 | 490 | + 237 | 46 |
| 3    | CSM Unirea Slobozia   | 18 | 14 | 1 | 3  | 642 | 460 | + 182 | 43 |
| 4    | CSM Roman             | 18 | 10 | 1 | 7  | 608 | 490 | + 118 | 31 |
| 5    | CSM Bacău             | 18 | 9  | 0 | 9  | 570 | 602 | – 32  | 27 |
| 6    | CSU Neptun Constanța  | 18 | 7  | 0 | 11 | 558 | 601 | – 43  | 21 |
| 7    | HCF Piatra Neamț      | 18 | 7  | 0 | 11 | 457 | 554 | – 97  | 21 |
| 8    | ACS Unirea Dobroești  | 18 | 6  | 1 | 11 | 569 | 625 | – 56  | 19 |
| 9    | CS Știința Bacău      | 18 | 1  | 1 | 16 | 427 | 660 | – 233 | 4  |
| 10   | ACS Spartac București | 18 | 0  | 1 | 17 | 393 | 667 | – 274 | 1  |

### Rezultate în tur
Date oficiale publicate de Federația Română de Handbal

### Etapa I
| 14 septembrie 2024 10:30 | CSM Bacău       | 29 - 31 | CSU Neptun Constanța | Sala Sporturilor „Narcisa Lecușanu”, Bacău Arbitri: B. Constantin, S. Roibu |
| 14 septembrie 2024 10:30 | Poiană-Țârdea 8 | (13-16) | Stănciulescu 8       | Sala Sporturilor „Narcisa Lecușanu”, Bacău Arbitri: B. Constantin, S. Roibu |
| 14 septembrie 2024 10:30 | 7×              | Cronica | 4× 1×                | Sala Sporturilor „Narcisa Lecușanu”, Bacău Arbitri: B. Constantin, S. Roibu |

| 14 septembrie 2024 11:00 | CSM Roman          | 40 - 25 | ACS Unirea Dobroești | Sala Polivalentă, Roman Arbitri: Lucaci, Mamciuc |
| 14 septembrie 2024 11:00 | Creangă, Macovei 8 | (20-12) | Ioniță 11            | Sala Polivalentă, Roman Arbitri: Lucaci, Mamciuc |
| 14 septembrie 2024 11:00 | 6× 1× 1×           | Cronica | 2× 1×                | Sala Polivalentă, Roman Arbitri: Lucaci, Mamciuc |

| 14 septembrie 2024 12:00 | HCF Piatra Neamț | 27 - 18 | ACS Spartac București | Sala Polivalentă Mică, Piatra Neamț Arbitri: Faur, Maciornea |
| 14 septembrie 2024 12:00 | Roșca 6          | (15-12) | Iștoc 6               | Sala Polivalentă Mică, Piatra Neamț Arbitri: Faur, Maciornea |
| 14 septembrie 2024 12:00 | 7× 1× 1×         | Cronica | 2×                    | Sala Polivalentă Mică, Piatra Neamț Arbitri: Faur, Maciornea |

| 14 septembrie 2024 12:30 | CS Știința Bacău | 23 - 47 | CSU Știința București | Sala Sporturilor „Narcisa Lecușanu”, Bacău Arbitri: Gațu, Murariu |
| 14 septembrie 2024 12:30 | Ariton 6         | (12-27) | Niculae 8             | Sala Sporturilor „Narcisa Lecușanu”, Bacău Arbitri: Gațu, Murariu |
| 14 septembrie 2024 12:30 | 2× 1×            | Cronica | 2× 1×                 | Sala Sporturilor „Narcisa Lecușanu”, Bacău Arbitri: Gațu, Murariu |

| 14 septembrie 2024 15:30 | CSM Galați         | 32 - 28 | CSM Unirea Slobozia | Sala „Dunărea”, Galați Arbitri: Drăghici, Drăguț |
| 14 septembrie 2024 15:30 | Bichir, Prescură 7 | (19-14) | Stanca 6            | Sala „Dunărea”, Galați Arbitri: Drăghici, Drăguț |
| 14 septembrie 2024 15:30 | 3×                 | Cronica | 6× 1×               | Sala „Dunărea”, Galați Arbitri: Drăghici, Drăguț |

### Etapa II
| 20 septembrie 2024 17:00 | CSM Galați  | 40 - 22 | CSM Bacău       | Sala „Dunărea”, Galați Arbitri: Popescu, Trică |
| 20 septembrie 2024 17:00 | Radayeva 12 | (22-13) | Poiană-Țârdea 6 | Sala „Dunărea”, Galați Arbitri: Popescu, Trică |
| 20 septembrie 2024 17:00 | 2×          | Cronica | 3×              | Sala „Dunărea”, Galați Arbitri: Popescu, Trică |

| 21 septembrie 2024 10:30 | CSU Neptun Constanța | 24 - 42 | CSM Roman | Sala Sporturilor „Simona Amânar”, Constanța Arbitri: Popa, Velișca |
| 21 septembrie 2024 10:30 | Horj 6               | (10-21) | Creangă 8 | Sala Sporturilor „Simona Amânar”, Constanța Arbitri: Popa, Velișca |
| 21 septembrie 2024 10:30 | 3× 1×                | Cronica | 4×        | Sala Sporturilor „Simona Amânar”, Constanța Arbitri: Popa, Velișca |

| 21 septembrie 2024 12:00 | CSM Unirea Slobozia | 38 - 38 | CSU Știința București      | Sala Sporturilor „Andreea Nica”, Slobozia Arbitri: Babău, A. Roibu |
| 21 septembrie 2024 12:00 | L. Șerban 10        | (19-19) | I. Leuștean, A. M. Petre 9 | Sala Sporturilor „Andreea Nica”, Slobozia Arbitri: Babău, A. Roibu |
| 21 septembrie 2024 12:00 | 6× 1× 1×            | Cronica | 3× 1×                      | Sala Sporturilor „Andreea Nica”, Slobozia Arbitri: Babău, A. Roibu |

| 21 septembrie 2024 13:00 | ACS Unirea Dobroești | 26 - 27 | HCF Piatra Neamț     | Sala Unirea, Dobroești Arbitri: Ghesoiu, Tiță |
| 21 septembrie 2024 13:00 | Gherghiceanu 8       | (13-12) | Dumitriu, Grigoraș 7 | Sala Unirea, Dobroești Arbitri: Ghesoiu, Tiță |
| 21 septembrie 2024 13:00 | 5×                   | Cronica | 9× 1× 1×             | Sala Unirea, Dobroești Arbitri: Ghesoiu, Tiță |

| 21 septembrie 2024 15:00 | ACS Spartac București | 26 - 26 | CS Știința Bacău | Sala Iris, București Arbitri: I. Constantin, Oprea |
| 21 septembrie 2024 15:00 | Preduț 11             | (13-16) | Georgescu 7      | Sala Iris, București Arbitri: I. Constantin, Oprea |
| 21 septembrie 2024 15:00 | 5× 1×                 | Cronica | 5× 1×            | Sala Iris, București Arbitri: I. Constantin, Oprea |

### Etapa III
| 5 octombrie 2024 11:00 | CSU Știința București | 41 - 26 | ACS Spartac București | Sala Agronomia, București Arbitri: A. Georgescu, Isdrăilă |
| 5 octombrie 2024 11:00 | Căprar 8              | (21-11) | Ailincăi 6            | Sala Agronomia, București Arbitri: A. Georgescu, Isdrăilă |
| 5 octombrie 2024 11:00 | 4×                    | Cronica | 1× 1×                 | Sala Agronomia, București Arbitri: A. Georgescu, Isdrăilă |

| 5 octombrie 2024 11:00 | CSM Roman            | 25 - 30 | CSM Galați       | Sala Polivalentă, Roman Arbitri: B. Constantin, S. Roibu |
| 5 octombrie 2024 11:00 | Macovei, Ungureanu 6 | (11-16) | Kojić, Zegrean 6 | Sala Polivalentă, Roman Arbitri: B. Constantin, S. Roibu |
| 5 octombrie 2024 11:00 | 5× 1×                | Cronica | 7× 1× 1×         | Sala Polivalentă, Roman Arbitri: B. Constantin, S. Roibu |

| 5 octombrie 2024 11:00 | CSM Bacău       | 25 - 39 | CSM Unirea Slobozia | Sala Sporturilor „Narcisa Lecușanu”, Bacău Arbitri: Agliceriu, Turdean |
| 5 octombrie 2024 11:00 | Poiană-Țârdea 8 | (9-22)  | L. Șerban 9         | Sala Sporturilor „Narcisa Lecușanu”, Bacău Arbitri: Agliceriu, Turdean |
| 5 octombrie 2024 11:00 | 3×              | Cronica | 5× 2×               | Sala Sporturilor „Narcisa Lecușanu”, Bacău Arbitri: Agliceriu, Turdean |

| 5 octombrie 2024 11:30 | HCF Piatra Neamț | 27 - 29 | CSU Neptun Constanța | Sala Polivalentă Mică, Piatra Neamț Arbitri: Avădani, Popovici |
| 5 octombrie 2024 11:30 | Grigoraș 7       | (14-17) | Deaconu 7            | Sala Polivalentă Mică, Piatra Neamț Arbitri: Avădani, Popovici |
| 5 octombrie 2024 11:30 | 5× 1×            | Cronica | 2× 2×                | Sala Polivalentă Mică, Piatra Neamț Arbitri: Avădani, Popovici |

| 5 octombrie 2024 13:00 | CS Știința Bacău | 27 - 34 | ACS Unirea Dobroești | Sala Sporturilor „Narcisa Lecușanu”, Bacău Arbitri: Balate, Szabó |
| 5 octombrie 2024 13:00 | Georgescu 7      | (13-13) | Ioniță 12            | Sala Sporturilor „Narcisa Lecușanu”, Bacău Arbitri: Balate, Szabó |
| 5 octombrie 2024 13:00 | 3× 3×            | Cronica | 4× 2×                | Sala Sporturilor „Narcisa Lecușanu”, Bacău Arbitri: Balate, Szabó |

### Etapa IV
| 12 octombrie 2024 11:00 | CSM Bacău | 25 - 43 | CSM Roman | Sala Sporturilor „Narcisa Lecușanu”, Bacău Arbitri: Bărgâuan, Nicolaevici |
| 12 octombrie 2024 11:00 | Todeilă 5 | (11-17) | Neamțu 12 | Sala Sporturilor „Narcisa Lecușanu”, Bacău Arbitri: Bărgâuan, Nicolaevici |
| 12 octombrie 2024 11:00 | 4×        | Cronica | 6× 1×     | Sala Sporturilor „Narcisa Lecușanu”, Bacău Arbitri: Bărgâuan, Nicolaevici |

| 12 octombrie 2024 11:00 | CSU Neptun Constanța | 41 - 32 | CS Știința Bacău | Sala Sporturilor „Simona Amânar”, Constanța Arbitri: Popescu, Trică |
| 12 octombrie 2024 11:00 | Horj 10              | (24-16) | Ariton 10        | Sala Sporturilor „Simona Amânar”, Constanța Arbitri: Popescu, Trică |
| 12 octombrie 2024 11:00 | 4×                   | Cronica | 1×               | Sala Sporturilor „Simona Amânar”, Constanța Arbitri: Popescu, Trică |

| 12 octombrie 2024 11:00 | CSM Unirea Slobozia | 41 - 20 | ACS Spartac București | Sala Sporturilor „Andreea Nica”, Slobozia Arbitri: G. Paraschiv, Stănescu |
| 12 octombrie 2024 11:00 | Stanca 8            | (20-7)  | Săceanu 7             | Sala Sporturilor „Andreea Nica”, Slobozia Arbitri: G. Paraschiv, Stănescu |
| 12 octombrie 2024 11:00 | 2×                  | Cronica | 3× 1×                 | Sala Sporturilor „Andreea Nica”, Slobozia Arbitri: G. Paraschiv, Stănescu |

| 12 octombrie 2024 13:00 | ACS Unirea Dobroești | 30 - 54 | CSU Știința București | Sala Unirea, Dobroești Arbitri: G. Enache, Grădișteanu |
| 12 octombrie 2024 13:00 | Ioniță 9             | (13-27) | I. Leuștean 12        | Sala Unirea, Dobroești Arbitri: G. Enache, Grădișteanu |
| 12 octombrie 2024 13:00 | 3× 1×                | Cronica | 7×                    | Sala Unirea, Dobroești Arbitri: G. Enache, Grădișteanu |

| 12 octombrie 2024 14:00 | CSM Galați | 40 - 21 | HCF Piatra Neamț | Sala „Dunărea”, Galați Arbitri: Radu, Vișan |
| 12 octombrie 2024 14:00 | Eiler 8    | (22-7)  | Grigoraș 10      | Sala „Dunărea”, Galați Arbitri: Radu, Vișan |
| 12 octombrie 2024 14:00 | 2×         | Cronica | 3× 3×            | Sala „Dunărea”, Galați Arbitri: Radu, Vișan |

### Etapa V
| 16 octombrie 2024 13:00 | CSM Roman | 29 - 31 | CSM Unirea Slobozia | Sala Polivalentă, Roman Arbitri: Bălan, Savin |
| 16 octombrie 2024 13:00 | Neamțu 10 | (10-19) | S. Gheorghe 9       | Sala Polivalentă, Roman Arbitri: Bălan, Savin |
| 16 octombrie 2024 13:00 | 5× 1×     | Cronica | 7× 1×               | Sala Polivalentă, Roman Arbitri: Bălan, Savin |

| 16 octombrie 2024 14:00 | CS Știința Bacău      | 22 - 32 | CSM Galați | Sala Sporturilor „Narcisa Lecușanu”, Bacău Arbitri: Gațu, Murariu |
| 16 octombrie 2024 14:00 | Georgescu, Petrișor 8 | (12-18) | Radayeva 6 | Sala Sporturilor „Narcisa Lecușanu”, Bacău Arbitri: Gațu, Murariu |
| 16 octombrie 2024 14:00 | 6× 1× 1×              | Cronica | 3× 3×      | Sala Sporturilor „Narcisa Lecușanu”, Bacău Arbitri: Gațu, Murariu |

| 16 octombrie 2024 17:00 | ACS Spartac București | 24 - 38 | ACS Unirea Dobroești | Sala Iris, București Arbitri: Ali, Mihordea |
| 16 octombrie 2024 17:00 | Preduț 7              | (10-17) | Tănase 9             | Sala Iris, București Arbitri: Ali, Mihordea |
| 16 octombrie 2024 17:00 | 3× 2×                 | Cronica | 2× 1×                | Sala Iris, București Arbitri: Ali, Mihordea |

| 16 octombrie 2024 18:00 | HCF Piatra Neamț | 27 - 31 | CSM Bacău                | Sala Polivalentă Mică, Piatra Neamț Arbitri: Basso, Tofan |
| 16 octombrie 2024 18:00 | Dumitriu 11      | (10-16) | Poiană-Țârdea, Todeilă 7 | Sala Polivalentă Mică, Piatra Neamț Arbitri: Basso, Tofan |
| 16 octombrie 2024 18:00 | 4× 1×            | Cronica | 5× 1×                    | Sala Polivalentă Mică, Piatra Neamț Arbitri: Basso, Tofan |

| 17 octombrie 2024 15:30 | CSU Știința București | 40 - 31 | CSU Neptun Constanța | Sala Agronomia, București Arbitri: Popa, Velișca |
| 17 octombrie 2024 15:30 | Căprar 12             | (20-15) | Mlecov 7             | Sala Agronomia, București Arbitri: Popa, Velișca |
| 17 octombrie 2024 15:30 | 4× 1×                 | Cronica | 4× 3×                | Sala Agronomia, București Arbitri: Popa, Velișca |

### Etapa VI
| 27 octombrie 2024 12:00 | CSU Neptun Constanța | 36 - 28 | ACS Spartac București | Sala Sporturilor „Simona Amânar”, Constanța Arbitri: I. Constantin, Oprea |
| 27 octombrie 2024 12:00 | Horj 8               | (17-15) | Preduț 12             | Sala Sporturilor „Simona Amânar”, Constanța Arbitri: I. Constantin, Oprea |
| 27 octombrie 2024 12:00 | 4× 4×                | Cronica | 3×                    | Sala Sporturilor „Simona Amânar”, Constanța Arbitri: I. Constantin, Oprea |

| 30 octombrie 2024 16:00 | CSM Bacău       | 30 - 25 | CS Știința Bacău | Sala Sporturilor „Narcisa Lecușanu”, Bacău Arbitri: Armanu, Botezatu |
| 30 octombrie 2024 16:00 | Poiană-Țârdea 7 | (14-14) | Petrișor 11      | Sala Sporturilor „Narcisa Lecușanu”, Bacău Arbitri: Armanu, Botezatu |
| 30 octombrie 2024 16:00 | 5× 1×           | Cronica | 2×               | Sala Sporturilor „Narcisa Lecușanu”, Bacău Arbitri: Armanu, Botezatu |

| 30 octombrie 2024 16:30 | CSM Roman | 34 - 20 | HCF Piatra Neamț  | Sala Polivalentă, Roman Arbitri: Agavriloaie, Bura |
| 30 octombrie 2024 16:30 | Gál 6     | (18-10) | Dumitriu, Roșca 5 | Sala Polivalentă, Roman Arbitri: Agavriloaie, Bura |
| 30 octombrie 2024 16:30 | 5×        | Cronica | 7× 1×             | Sala Polivalentă, Roman Arbitri: Agavriloaie, Bura |

| 30 octombrie 2024 17:00 | CSM Galați        | 31 - 25 | CSU Știința București | Sala „Dunărea”, Galați Arbitri: Murariu, M. Paraschiv |
| 30 octombrie 2024 17:00 | Kojić, Prescură 6 | (17-11) | Căprar 8              | Sala „Dunărea”, Galați Arbitri: Murariu, M. Paraschiv |
| 30 octombrie 2024 17:00 | 4× 1×             | Cronica | 4×                    | Sala „Dunărea”, Galați Arbitri: Murariu, M. Paraschiv |

| 30 octombrie 2024 18:30 | CSM Unirea Slobozia | 45 - 31 | ACS Unirea Dobroești | Sala Sporturilor „Andreea Nica”, Slobozia Arbitri: Ghiță, Topliceanu |
| 30 octombrie 2024 18:30 | L. Șerban 8         | (24-14) | Apușcăroae 6         | Sala Sporturilor „Andreea Nica”, Slobozia Arbitri: Ghiță, Topliceanu |
| 30 octombrie 2024 18:30 | 5×                  | Cronica | 1× 1×                | Sala Sporturilor „Andreea Nica”, Slobozia Arbitri: Ghiță, Topliceanu |

### Etapa VII
| 2 noiembrie 2024 11:00 | CS Știința Bacău | 19 - 45 | CSM Roman         | Sala Sporturilor „Narcisa Lecușanu”, Bacău Arbitri: B. Constantin, S. Roibu |
| 2 noiembrie 2024 11:00 | Petrișor 7       | (10-21) | Creangă, Neamțu 9 | Sala Sporturilor „Narcisa Lecușanu”, Bacău Arbitri: B. Constantin, S. Roibu |
| 2 noiembrie 2024 11:00 | 7×               | Cronica | 6× 1×             | Sala Sporturilor „Narcisa Lecușanu”, Bacău Arbitri: B. Constantin, S. Roibu |

| 2 noiembrie 2024 12:00 | ACS Unirea Dobroești | 33 - 31 | CSU Neptun Constanța | Sala Unirea, Dobroești Arbitri: Geaburu, Mitran |
| 2 noiembrie 2024 12:00 | Gherghiceanu 11      | (13-18) | Stănciulescu 9       | Sala Unirea, Dobroești Arbitri: Geaburu, Mitran |
| 2 noiembrie 2024 12:00 | 4× 1×                | Cronica | 5× 2× 1×             | Sala Unirea, Dobroești Arbitri: Geaburu, Mitran |

| 2 noiembrie 2024 12:00 | HCF Piatra Neamț | 27 - 36 | CSM Unirea Slobozia  | Sala Polivalentă Mică, Piatra Neamț Arbitri: Badea, Sándor |
| 2 noiembrie 2024 12:00 | Nica 8           | (11-17) | C. Roșu, L. Șerban 7 | Sala Polivalentă Mică, Piatra Neamț Arbitri: Badea, Sándor |
| 2 noiembrie 2024 12:00 | 2×               | Cronica | 8× 1×                | Sala Polivalentă Mică, Piatra Neamț Arbitri: Badea, Sándor |

| 2 noiembrie 2024 16:00 | CSU Știința București | 44 - 28 | CSM Bacău   | Sala Agronomia, București Arbitri: A. Georgescu, Isdrăilă |
| 2 noiembrie 2024 16:00 | A. M. Petre 10        | (19-13) | Magirescu 7 | Sala Agronomia, București Arbitri: A. Georgescu, Isdrăilă |
| 2 noiembrie 2024 16:00 | 5×                    | Cronica | 6×          | Sala Agronomia, București Arbitri: A. Georgescu, Isdrăilă |

| 3 noiembrie 2024 12:00 | ACS Spartac București | 18 - 40 | CSM Galați | Sala Iris, București Arbitri: Grecu, Zapciroiu |
| 3 noiembrie 2024 12:00 | Săceanu 6             | (8-17)  | Chiriac 9  | Sala Iris, București Arbitri: Grecu, Zapciroiu |
| 3 noiembrie 2024 12:00 | 3×                    | Cronica | 3× 2×      | Sala Iris, București Arbitri: Grecu, Zapciroiu |

### Etapa VIII
| 9 noiembrie 2024 11:00 | CSM Roman                             | 22 - 33 | CSU Știința București | Sala Polivalentă, Roman Arbitri: Avădani, Popovici |
| 9 noiembrie 2024 11:00 | Grigore, Macovei, Ungureanu, Vieriu 4 | (11-17) | Căprar 11             | Sala Polivalentă, Roman Arbitri: Avădani, Popovici |
| 9 noiembrie 2024 11:00 | 3×                                    | Cronica | 3×                    | Sala Polivalentă, Roman Arbitri: Avădani, Popovici |

| 9 noiembrie 2024 11:00 | CSM Unirea Slobozia | 39 - 31 | CSU Neptun Constanța | Sala Sporturilor „Andreea Nica”, Slobozia Arbitri: Enache, Răduț |
| 9 noiembrie 2024 11:00 | Toader 10           | (18-16) | Deaconu 10           | Sala Sporturilor „Andreea Nica”, Slobozia Arbitri: Enache, Răduț |
| 9 noiembrie 2024 11:00 | 3×                  | Cronica | 1×                   | Sala Sporturilor „Andreea Nica”, Slobozia Arbitri: Enache, Răduț |

| 9 noiembrie 2024 12:00 | CSM Galați | 45 - 34 | ACS Unirea Dobroești | Sala „Dunărea”, Galați Arbitri: Dinu, Hodorogea |
| 9 noiembrie 2024 12:00 | Sandu 8    | (23-17) | Gherghiceanu 9       | Sala „Dunărea”, Galați Arbitri: Dinu, Hodorogea |
| 9 noiembrie 2024 12:00 | 3×         | Cronica | 5×                   | Sala „Dunărea”, Galați Arbitri: Dinu, Hodorogea |

| 9 noiembrie 2024 15:30 | HCF Piatra Neamț | 32 - 24 | CS Știința Bacău | Sala Polivalentă Mică, Piatra Neamț Arbitri: Foca, Stoian |
| 9 noiembrie 2024 15:30 | Nica 10          | (19-10) | Georgescu 8      | Sala Polivalentă Mică, Piatra Neamț Arbitri: Foca, Stoian |
| 9 noiembrie 2024 15:30 | 4× 1×            | Cronica | 4× 1×            | Sala Polivalentă Mică, Piatra Neamț Arbitri: Foca, Stoian |

| 10 noiembrie 2024 13:00 | CSM Bacău   | 43 - 25 | ACS Spartac București | Sala Sporturilor „Narcisa Lecușanu”, Bacău Arbitri: Ifrim, Olisei |
| 10 noiembrie 2024 13:00 | Solontanu 8 | (22-12) | Ailincăi, Săceanu 8   | Sala Sporturilor „Narcisa Lecușanu”, Bacău Arbitri: Ifrim, Olisei |
| 10 noiembrie 2024 13:00 | 5× 1×       | Cronica | 2× 1×                 | Sala Sporturilor „Narcisa Lecușanu”, Bacău Arbitri: Ifrim, Olisei |

### Etapa IX
| 14 noiembrie 2024 13:30 | CSU Neptun Constanța | 29 - 37 | CSM Galați | Sala Sporturilor „Simona Amânar”, Constanța Arbitri: I. Constantin, Oprea |
| 14 noiembrie 2024 13:30 | Stănciulescu 11      | (14-18) | Kojić 11   | Sala Sporturilor „Simona Amânar”, Constanța Arbitri: I. Constantin, Oprea |
| 14 noiembrie 2024 13:30 | 2× 1×                | Cronica | 2× 1×      | Sala Sporturilor „Simona Amânar”, Constanța Arbitri: I. Constantin, Oprea |

| 14 noiembrie 2024 14:30 | CS Știința Bacău | 18 - 45 | CSM Unirea Slobozia | Sala Sporturilor „Narcisa Lecușanu”, Bacău Arbitri: Nicolaevici, Poenaru |
| 14 noiembrie 2024 14:30 | Petrișor 6       | (6-25)  | S. Gheorghe 10      | Sala Sporturilor „Narcisa Lecușanu”, Bacău Arbitri: Nicolaevici, Poenaru |
| 14 noiembrie 2024 14:30 | 7×               | Cronica | 6×                  | Sala Sporturilor „Narcisa Lecușanu”, Bacău Arbitri: Nicolaevici, Poenaru |

| 16 noiembrie 2024 11:00 | CSU Știința București | 37 - 23 | HCF Piatra Neamț | Sala Agronomia, București Arbitri: Dobrota, Mario |
| 16 noiembrie 2024 11:00 | I. Leuștean 11        | (15-13) | Grigoraș 7       | Sala Agronomia, București Arbitri: Dobrota, Mario |
| 16 noiembrie 2024 11:00 | 3×                    | Cronica |                  | Sala Agronomia, București Arbitri: Dobrota, Mario |

| 16 noiembrie 2024 12:00 | ACS Unirea Dobroești | 33 - 37 | CSM Bacău                 | Sala Unirea, Dobroești Arbitri: F. Curtuia, S. Curtuia |
| 16 noiembrie 2024 12:00 | Ioniță 9             | (19-23) | Butnariu, Poiană-Țârdea 9 | Sala Unirea, Dobroești Arbitri: F. Curtuia, S. Curtuia |
| 16 noiembrie 2024 12:00 | 3×                   | Cronica | 3× 2×                     | Sala Unirea, Dobroești Arbitri: F. Curtuia, S. Curtuia |

| 16 noiembrie 2024 12:00 | ACS Spartac București | 18 - 38 | CSM Roman   | Sala Iris, București Arbitri: Geaburu, Mitran |
| 16 noiembrie 2024 12:00 | Ailincăi, Preduț 5    | (7-22)  | Creangă 6   | Sala Iris, București Arbitri: Geaburu, Mitran |
| 16 noiembrie 2024 12:00 | 5× 2× 1×              | Cronica | 8× 3× 1× 1× | Sala Iris, București Arbitri: Geaburu, Mitran |

| Clasament valabil pe 16 noiembrie 2024, la finalul turului. \| Poz. \| Echipa \| J \| V \| E \| Î \| GM \| GP \| DG \| P \| \| ---- \| --------------------- \| - \| - \| - \| - \| --- \| --- \| ----- \| -- \| \| 1 \| CSM Galați \| 9 \| 9 \| 0 \| 0 \| 327 \| 224 \| + 103 \| 27 \| \| 2 \| CSU Știința București \| 9 \| 7 \| 1 \| 1 \| 359 \| 252 \| + 107 \| 22 \| \| 3 \| CSM Unirea Slobozia \| 9 \| 7 \| 1 \| 1 \| 342 \| 251 \| + 91 \| 22 \| \| 4 \| CSM Roman \| 9 \| 6 \| 0 \| 3 \| 318 \| 225 \| + 93 \| 18 \| \| 5 \| CSU Neptun Constanța \| 9 \| 4 \| 0 \| 5 \| 283 \| 307 \| – 24 \| 12 \| \| 6 \| CSM Bacău \| 9 \| 4 \| 0 \| 5 \| 270 \| 307 \| – 37 \| 12 \| \| 7 \| HCF Piatra Neamț \| 9 \| 3 \| 0 \| 6 \| 231 \| 275 \| – 44 \| 9 \| \| 8 \| ACS Unirea Dobroești \| 9 \| 3 \| 0 \| 6 \| 284 \| 330 \| – 46 \| 9 \| \| 9 \| CS Știința Bacău \| 9 \| 0 \| 1 \| 8 \| 216 \| 332 \| – 116 \| 1 \| \| 10 \| ACS Spartac București \| 9 \| 0 \| 1 \| 8 \| 203 \| 330 \| – 127 \| 1 \| |                       |   |   |   |   |     |     |       |    |
| Poz. | Echipa                | J | V | E | Î | GM  | GP  | DG    | P  |
| 1 | CSM Galați            | 9 | 9 | 0 | 0 | 327 | 224 | + 103 | 27 |
| 2 | CSU Știința București | 9 | 7 | 1 | 1 | 359 | 252 | + 107 | 22 |
| 3 | CSM Unirea Slobozia   | 9 | 7 | 1 | 1 | 342 | 251 | + 91  | 22 |
| 4 | CSM Roman             | 9 | 6 | 0 | 3 | 318 | 225 | + 93  | 18 |
| 5 | CSU Neptun Constanța  | 9 | 4 | 0 | 5 | 283 | 307 | – 24  | 12 |
| 6 | CSM Bacău             | 9 | 4 | 0 | 5 | 270 | 307 | – 37  | 12 |
| 7 | HCF Piatra Neamț      | 9 | 3 | 0 | 6 | 231 | 275 | – 44  | 9  |
| 8 | ACS Unirea Dobroești  | 9 | 3 | 0 | 6 | 284 | 330 | – 46  | 9  |
| 9 | CS Știința Bacău      | 9 | 0 | 1 | 8 | 216 | 332 | – 116 | 1  |
| 10 | ACS Spartac București | 9 | 0 | 1 | 8 | 203 | 330 | – 127 | 1  |

### Rezultate în retur
Date oficiale publicate de Federația Română de Handbal

### Etapa X
| 14 decembrie 2024 12:00 | CSM Unirea Slobozia | 18 - 23 | CSM Galați | Sala Sporturilor „Andreea Nica”, Slobozia Arbitri: Costache, Mărgărit |
| 14 decembrie 2024 12:00 | Arsenievska 5       | (10-12) | Bichir 5   | Sala Sporturilor „Andreea Nica”, Slobozia Arbitri: Costache, Mărgărit |
| 14 decembrie 2024 12:00 | 4× 1×               | Cronica | 2× 2×      | Sala Sporturilor „Andreea Nica”, Slobozia Arbitri: Costache, Mărgărit |

| 14 decembrie 2024 13:00 | ACS Unirea Dobroești | 31 - 31 | CSM Roman | Sala Unirea, Dobroești Arbitri: Georgescu, Moldoveanu |
| 14 decembrie 2024 13:00 | Gherghiceanu 13      | (16-14) | Adin 7    | Sala Unirea, Dobroești Arbitri: Georgescu, Moldoveanu |
| 14 decembrie 2024 13:00 | 6× 2×                | Cronica | 10× 1× 1× | Sala Unirea, Dobroești Arbitri: Georgescu, Moldoveanu |

| 14 decembrie 2024 13:00 | CSU Neptun Constanța | 35 - 39 | CSM Bacău        | Sala Sporturilor „Simona Amânar”, Constanța Arbitri: I. Constantin, Oprea |
| 14 decembrie 2024 13:00 | Stănciulescu 9       | (12-19) | Poiană-Țârdea 13 | Sala Sporturilor „Simona Amânar”, Constanța Arbitri: I. Constantin, Oprea |
| 14 decembrie 2024 13:00 | 2×                   | Cronica | 5× 2×            | Sala Sporturilor „Simona Amânar”, Constanța Arbitri: I. Constantin, Oprea |

| 14 decembrie 2024 13:00 | ACS Spartac București | 23 - 29 | HCF Piatra Neamț | Sala Iris, București Arbitri: Dumitru, Ionescu |
| 14 decembrie 2024 13:00 | Săceanu 7             | (13-18) | Nica 10          | Sala Iris, București Arbitri: Dumitru, Ionescu |
| 14 decembrie 2024 13:00 | 2× 1×                 | Cronica | 6× 2×            | Sala Iris, București Arbitri: Dumitru, Ionescu |

| 14 decembrie 2024 15:00 | CSU Știința București | 54 - 17 | CS Știința Bacău | Sala Agronomia, București Arbitri: Andrei, Dordea |
| 14 decembrie 2024 15:00 | Căprar 11             | (29-10) | Georgescu 7      | Sala Agronomia, București Arbitri: Andrei, Dordea |
| 14 decembrie 2024 15:00 | 2×                    | Cronica |                  | Sala Agronomia, București Arbitri: Andrei, Dordea |

### Etapa XI
| 17 decembrie 2024 15:30 | CSM Bacău       | 34 - 43 | CSM Galați | Sala Sporturilor „Narcisa Lecușanu”, Bacău Arbitri: G. Murariu, M. Paraschiv |
| 17 decembrie 2024 15:30 | Poiană-Țârdea 7 | (15-24) | Bichir 12  | Sala Sporturilor „Narcisa Lecușanu”, Bacău Arbitri: G. Murariu, M. Paraschiv |
| 17 decembrie 2024 15:30 | 2× 1×           | Cronica | 6×         | Sala Sporturilor „Narcisa Lecușanu”, Bacău Arbitri: G. Murariu, M. Paraschiv |

| 18 decembrie 2024 13:30 | CS Știința Bacău | 23 - 16 | ACS Spartac București | Sala Sporturilor „Narcisa Lecușanu”, Bacău Arbitri: Moisiuc, I. Vișan |
| 18 decembrie 2024 13:30 | Petrișor 8       | (11-7)  | Iștoc 4               | Sala Sporturilor „Narcisa Lecușanu”, Bacău Arbitri: Moisiuc, I. Vișan |
| 18 decembrie 2024 13:30 | 11× 1×           | Cronica | 2× 1×                 | Sala Sporturilor „Narcisa Lecușanu”, Bacău Arbitri: Moisiuc, I. Vișan |

| 18 decembrie 2024 14:00 | CSM Roman | 32 - 25 | CSU Neptun Constanța | Sala Polivalentă, Roman Arbitri: Bărgâuan, Nicolaevici |
| 18 decembrie 2024 14:00 | Macovei 7 | (13-10) | Deaconu 6            | Sala Polivalentă, Roman Arbitri: Bărgâuan, Nicolaevici |
| 18 decembrie 2024 14:00 | 8× 1×     | Cronica | 4× 1×                | Sala Polivalentă, Roman Arbitri: Bărgâuan, Nicolaevici |

| 18 decembrie 2024 16:00 | CSU Știința București | 30 - 26 | CSM Unirea Slobozia | Sala Agronomia, București Arbitri: Drăghici, Drăguț |
| 18 decembrie 2024 16:00 | Căprar 12             | (14-11) | Nichitean 6         | Sala Agronomia, București Arbitri: Drăghici, Drăguț |
| 18 decembrie 2024 16:00 | 6× 1×                 | Cronica | 6×                  | Sala Agronomia, București Arbitri: Drăghici, Drăguț |

| 20 decembrie 2024 16:00 | HCF Piatra Neamț | 30 - 26 | ACS Unirea Dobroești | Sala Polivalentă Mică, Piatra Neamț Arbitri: Bălan, Savin |
| 20 decembrie 2024 16:00 | Murgoce 7        | (16-14) | Gherghiceanu 8       | Sala Polivalentă Mică, Piatra Neamț Arbitri: Bălan, Savin |
| 20 decembrie 2024 16:00 | 9×               | Cronica | 5× 1×                | Sala Polivalentă Mică, Piatra Neamț Arbitri: Bălan, Savin |

### Etapa XII
| 15 ianuarie 2025 14:00 | CSM Unirea Slobozia | 43 - 29 | CSM Bacău        | Sala Sporturilor „Andreea Nica”, Slobozia Asistență: 100 Arbitri: Georgescu, Moldoveanu |
| 15 ianuarie 2025 14:00 | Nichitean 8         | (19-13) | Poiană-Țârdea 11 | Sala Sporturilor „Andreea Nica”, Slobozia Asistență: 100 Arbitri: Georgescu, Moldoveanu |
| 15 ianuarie 2025 14:00 | 4× 1×               | Cronica | 4×               | Sala Sporturilor „Andreea Nica”, Slobozia Asistență: 100 Arbitri: Georgescu, Moldoveanu |

| 15 ianuarie 2025 14:00 | CSU Neptun Constanța | 24 - 25 | HCF Piatra Neamț | Sala Sporturilor „Simona Amânar”, Constanța Asistență: 50 Arbitri: Paraschiv, Stănescu |
| 15 ianuarie 2025 14:00 | Țilea 8              | (10-14) | Nica 7           | Sala Sporturilor „Simona Amânar”, Constanța Asistență: 50 Arbitri: Paraschiv, Stănescu |
| 15 ianuarie 2025 14:00 | 3×                   | Cronica | 4× 1×            | Sala Sporturilor „Simona Amânar”, Constanța Asistență: 50 Arbitri: Paraschiv, Stănescu |

| 15 ianuarie 2025 17:00 | CSM Galați | 38 - 29 | CSM Roman | Sala „Dunărea”, Galați Asistență: 200 Arbitri: Bida, Olar |
| 15 ianuarie 2025 17:00 | Sandu 6    | (20-12) | Neamțu 8  | Sala „Dunărea”, Galați Asistență: 200 Arbitri: Bida, Olar |
| 15 ianuarie 2025 17:00 | 5× 1×      | Cronica | 3× 1× 1×  | Sala „Dunărea”, Galați Asistență: 200 Arbitri: Bida, Olar |

| 15 ianuarie 2025 17:00 | ACS Unirea Dobroești | 37 - 29 | CS Știința Bacău | Sala Unirea, Dobroești Asistență: 50 Arbitri: I. Constantin, Oprea |
| 15 ianuarie 2025 17:00 | Tănase 8             | (19-13) | Ariton 12        | Sala Unirea, Dobroești Asistență: 50 Arbitri: I. Constantin, Oprea |
| 15 ianuarie 2025 17:00 | 7× 1×                | Cronica | 5× 2×            | Sala Unirea, Dobroești Asistență: 50 Arbitri: I. Constantin, Oprea |

| 15 ianuarie 2025 17:30 | ACS Spartac București | 21 - 42 | CSU Știința București | Sala Agronomia, București Asistență: 50 Arbitri: Costache, Mărgărit |
| 15 ianuarie 2025 17:30 | Săceanu 6             | (14-19) | Leuștean, Niculae 8   | Sala Agronomia, București Asistență: 50 Arbitri: Costache, Mărgărit |
| 15 ianuarie 2025 17:30 | 1× 1×                 | Cronica | 3× 2×                 | Sala Agronomia, București Asistență: 50 Arbitri: Costache, Mărgărit |

### Etapa XIII
| 18 ianuarie 2025 11:00 | CSM Roman | 31 - 37 | CSM Bacău | Sala Polivalentă, Roman Asistență: 200 Arbitri: S. Curtuia, F. Curtuia |
| 18 ianuarie 2025 11:00 | Creangă 9 | (15-20) | Manoilă 8 | Sala Polivalentă, Roman Asistență: 200 Arbitri: S. Curtuia, F. Curtuia |
| 18 ianuarie 2025 11:00 | 3× 1×     | Cronica | 4× 2×     | Sala Polivalentă, Roman Asistență: 200 Arbitri: S. Curtuia, F. Curtuia |

| 18 ianuarie 2025 11:00 | CS Știința Bacău | 21 - 34 | CSU Neptun Constanța | Sala Sporturilor „Narcisa Lecușanu”, Bacău Asistență: 100 Arbitri: Agavriloaie, Bura |
| 18 ianuarie 2025 11:00 | Petrișor 9       | (9-17)  | Deaconu 9            | Sala Sporturilor „Narcisa Lecușanu”, Bacău Asistență: 100 Arbitri: Agavriloaie, Bura |
| 18 ianuarie 2025 11:00 | 5× 2×            | Cronica | 5× 1×                | Sala Sporturilor „Narcisa Lecușanu”, Bacău Asistență: 100 Arbitri: Agavriloaie, Bura |

| 18 ianuarie 2025 12:30 | CSU Știința București | 41 - 29 | ACS Unirea Dobroești | Sala Agronomia, București Asistență: 80 Arbitri: Radu, Vișan |
| 18 ianuarie 2025 12:30 | Merluță 13            | (21-13) | Gherghiceanu 8       | Sala Agronomia, București Asistență: 80 Arbitri: Radu, Vișan |
| 18 ianuarie 2025 12:30 | 4×                    | Cronica | 2×                   | Sala Agronomia, București Asistență: 80 Arbitri: Radu, Vișan |

| 18 ianuarie 2025 15:00 | ACS Spartac București | 16 - 34 | CSM Unirea Slobozia | Centrul Sportiv Apollo, București Asistență: 50 Arbitri: A. Georgescu, Isdrăilă |
| 18 ianuarie 2025 15:00 | Halmagyi 6            | (10-14) | David 5             | Centrul Sportiv Apollo, București Asistență: 50 Arbitri: A. Georgescu, Isdrăilă |
| 18 ianuarie 2025 15:00 | 3× 2× 1×              | Cronica | 3×                  | Centrul Sportiv Apollo, București Asistență: 50 Arbitri: A. Georgescu, Isdrăilă |

| 18 ianuarie 2025 15:30 | HCF Piatra Neamț | 25 - 31 | CSM Galați | Sala Polivalentă Mică, Piatra Neamț Arbitri: Armanu, Botezatu |
| 18 ianuarie 2025 15:30 | Grigoraș 10      | (12-17) | Eiler 5    | Sala Polivalentă Mică, Piatra Neamț Arbitri: Armanu, Botezatu |
| 18 ianuarie 2025 15:30 | 4× 1×            | Cronica | 5× 1×      | Sala Polivalentă Mică, Piatra Neamț Arbitri: Armanu, Botezatu |

### Etapa XIV
| 22 ianuarie 2025 14:00 | CSU Neptun Constanța | 30 - 42 | CSU Știința București | Sala Sporturilor „Simona Amânar”, Constanța Asistență: 100 Arbitri: Babău, Roibu |
| 22 ianuarie 2025 14:00 | Stănciulescu 11      | (10-20) | Merluță 9             | Sala Sporturilor „Simona Amânar”, Constanța Asistență: 100 Arbitri: Babău, Roibu |
| 22 ianuarie 2025 14:00 | 2×                   | Cronica | 5× 1×                 | Sala Sporturilor „Simona Amânar”, Constanța Asistență: 100 Arbitri: Babău, Roibu |

| 22 ianuarie 2025 14:00 | CSM Galați | 44 - 24 | CS Știința Bacău | Sala „Dunărea”, Galați Arbitri: I. Constantin, Oprea |
| 22 ianuarie 2025 14:00 | Prescură 6 | (23-10) | Georgescu 12     | Sala „Dunărea”, Galați Arbitri: I. Constantin, Oprea |
| 22 ianuarie 2025 14:00 | 5× 4×      | Cronica | 3× 1× 1×         | Sala „Dunărea”, Galați Arbitri: I. Constantin, Oprea |

| 22 ianuarie 2025 16:00 | CSM Bacău       | 33 - 23 | HCF Piatra Neamț | Sala Sporturilor „Narcisa Lecușanu”, Bacău Asistență: 50 Arbitri: Iacob, A. Moldovan |
| 22 ianuarie 2025 16:00 | Poiană-Țârdea 8 | (9-10)  | Grigoraș 6       | Sala Sporturilor „Narcisa Lecușanu”, Bacău Asistență: 50 Arbitri: Iacob, A. Moldovan |
| 22 ianuarie 2025 16:00 | 3×              | Cronica | 5×               | Sala Sporturilor „Narcisa Lecușanu”, Bacău Asistență: 50 Arbitri: Iacob, A. Moldovan |

| 22 ianuarie 2025 16:00 | CSM Unirea Slobozia | 28 - 23 | CSM Roman | Sala Sporturilor „Andreea Nica”, Slobozia Asistență: 100 Arbitri: Bida, Olar |
| 22 ianuarie 2025 16:00 | Nichitean 8         | (18-11) | Neamțu 7  | Sala Sporturilor „Andreea Nica”, Slobozia Asistență: 100 Arbitri: Bida, Olar |
| 22 ianuarie 2025 16:00 | 3× 1×               | Cronica | 3×        | Sala Sporturilor „Andreea Nica”, Slobozia Asistență: 100 Arbitri: Bida, Olar |

| 22 ianuarie 2025 19:00 | ACS Unirea Dobroești    | 44 - 22 | ACS Spartac București | Sala Unirea, Dobroești Asistență: 50 Arbitri: Ghiță, Hodorogea |
| 22 ianuarie 2025 19:00 | Ionescu, Roșu, Tănase 6 | (18-10) | Ivan 5                | Sala Unirea, Dobroești Asistență: 50 Arbitri: Ghiță, Hodorogea |
| 22 ianuarie 2025 19:00 | 4×                      | Cronica | 7× 1×                 | Sala Unirea, Dobroești Asistență: 50 Arbitri: Ghiță, Hodorogea |

### Etapa XV
| 25 ianuarie 2025 11:00 | ACS Unirea Dobroești    | 15 - 31 | CSM Unirea Slobozia | Sala Unirea, Dobroești Asistență: 50 Arbitri: Popescu, Trică |
| 25 ianuarie 2025 11:00 | Gherghiceanu, Ionescu 3 | (7-16)  | Marin 7             | Sala Unirea, Dobroești Asistență: 50 Arbitri: Popescu, Trică |
| 25 ianuarie 2025 11:00 | 5×                      | Cronica | 3× 1×               | Sala Unirea, Dobroești Asistență: 50 Arbitri: Popescu, Trică |

| 25 ianuarie 2025 12:00 | HCF Piatra Neamț | 22 - 31 | CSM Roman | Sala Polivalentă Mică, Piatra Neamț Arbitri: B. Constantin, S. Roibu |
| 25 ianuarie 2025 12:00 | Dumitriu 6       | (10-13) | Creangă 9 | Sala Polivalentă Mică, Piatra Neamț Arbitri: B. Constantin, S. Roibu |
| 25 ianuarie 2025 12:00 | 3× 2×            | Cronica | 2× 1×     | Sala Polivalentă Mică, Piatra Neamț Arbitri: B. Constantin, S. Roibu |

| 25 ianuarie 2025 12:00 | CS Știința Bacău | 18 - 32 | CSM Bacău   | Sala Sporturilor „Narcisa Lecușanu”, Bacău Asistență: 100 Arbitri: Armanu, Botezatu |
| 25 ianuarie 2025 12:00 | Petrișor 11      | (6-15)  | Pădurariu 9 | Sala Sporturilor „Narcisa Lecușanu”, Bacău Asistență: 100 Arbitri: Armanu, Botezatu |
| 25 ianuarie 2025 12:00 | 5× 1×            | Cronica | 5× 1×       | Sala Sporturilor „Narcisa Lecușanu”, Bacău Asistență: 100 Arbitri: Armanu, Botezatu |

| 25 ianuarie 2025 15:00 | ACS Spartac București | 29 - 36 | CSU Neptun Constanța | Centrul Sportiv Apollo, București Asistență: 50 Arbitri: Grigoriu, Cristea |
| 25 ianuarie 2025 15:00 | Ivan 9                | (18-17) | Stănciulescu 12      | Centrul Sportiv Apollo, București Asistență: 50 Arbitri: Grigoriu, Cristea |
| 25 ianuarie 2025 15:00 | 6× 1×                 | Cronica | 5× 1×                | Centrul Sportiv Apollo, București Asistență: 50 Arbitri: Grigoriu, Cristea |

| 25 ianuarie 2025 17:00 | CSU Știința București | 28 - 29 | CSM Galați | Sala Agronomia, București Asistență: 100 Arbitri: Gorina, Melencu |
| 25 ianuarie 2025 17:00 | Căprar 9              | (11-16) | Dabevska 8 | Sala Agronomia, București Asistență: 100 Arbitri: Gorina, Melencu |
| 25 ianuarie 2025 17:00 | 4× 1×                 | Cronica | 2×         | Sala Agronomia, București Asistență: 100 Arbitri: Gorina, Melencu |

### Etapa XVI
| 1 februarie 2025 11:00 | CSM Roman   | 37 - 23 | CS Știința Bacău | Sala Polivalentă, Roman Asistență: 200 Arbitri: Agavriloaie, Bura |
| 1 februarie 2025 11:00 | Ungureanu 8 | (19-15) | Petrișor 9       | Sala Polivalentă, Roman Asistență: 200 Arbitri: Agavriloaie, Bura |
| 1 februarie 2025 11:00 | 5×          | Cronica | 9× 3× 1×         | Sala Polivalentă, Roman Asistență: 200 Arbitri: Agavriloaie, Bura |

| 1 februarie 2025 11:00 | CSM Unirea Slobozia | 42 - 19 | HCF Piatra Neamț | Sala Sporturilor „Andreea Nica”, Slobozia Asistență: 100 Arbitri: Ghiță, Hodorogea |
| 1 februarie 2025 11:00 | Nichitean 7         | (20-8)  | Nica 7           | Sala Sporturilor „Andreea Nica”, Slobozia Asistență: 100 Arbitri: Ghiță, Hodorogea |
| 1 februarie 2025 11:00 | 3×                  | Cronica | 2×               | Sala Sporturilor „Andreea Nica”, Slobozia Asistență: 100 Arbitri: Ghiță, Hodorogea |

| 1 februarie 2025 12:00 | CSM Bacău       | 30 - 46 | CSU Știința București | Sala Sporturilor „Narcisa Lecușanu”, Bacău Asistență: 50 Arbitri: Faur, Maciornea |
| 1 februarie 2025 12:00 | Poiană-Țârdea 9 | (15-23) | Gîjulete, Leuștean 8  | Sala Sporturilor „Narcisa Lecușanu”, Bacău Asistență: 50 Arbitri: Faur, Maciornea |
| 1 februarie 2025 12:00 | 3×              | Cronica | 3×                    | Sala Sporturilor „Narcisa Lecușanu”, Bacău Asistență: 50 Arbitri: Faur, Maciornea |

| 1 februarie 2025 13:00 | CSU Neptun Constanța | 37 - 36 | ACS Unirea Dobroești | Sala Sporturilor „Simona Amânar”, Constanța Asistență: 130 Arbitri: Basso, Tofan |
| 1 februarie 2025 13:00 | Deaconu, Horj 7      | (22-17) | Gherghiceanu 9       | Sala Sporturilor „Simona Amânar”, Constanța Asistență: 130 Arbitri: Basso, Tofan |
| 1 februarie 2025 13:00 | 6×                   | Cronica | 6× 1×                | Sala Sporturilor „Simona Amânar”, Constanța Asistență: 130 Arbitri: Basso, Tofan |

| 1 februarie 2025 14:00 | CSM Galați | 47 - 19 | ACS Spartac București | Sala „Dunărea”, Galați Asistență: 300 Arbitri: Chirițoiu, Lazăr |
| 1 februarie 2025 14:00 | Chiriac 15 | (21-7)  | Săceanu 11            | Sala „Dunărea”, Galați Asistență: 300 Arbitri: Chirițoiu, Lazăr |
| 1 februarie 2025 14:00 | 1×         | Cronica | 5× 1×                 | Sala „Dunărea”, Galați Asistență: 300 Arbitri: Chirițoiu, Lazăr |

### Etapa XVII
| 9 februarie 2025 11:00 | CSU Știința București | 39 - 32 | CSM Roman | Sala Agronomia, București Asistență: 120 Arbitri: Dumitru, Ionescu |
| 9 februarie 2025 11:00 | Leuștean 9            | (19-17) | Creangă 9 | Sala Agronomia, București Asistență: 120 Arbitri: Dumitru, Ionescu |
| 9 februarie 2025 11:00 | 6× 1×                 | Cronica | 4× 1×     | Sala Agronomia, București Asistență: 120 Arbitri: Dumitru, Ionescu |

| 9 februarie 2025 13:00 | ACS Spartac București | 22 - 38 | CSM Bacău | Centrul Sportiv Apollo, București Arbitri: Enache, Grădișteanu |
| 9 februarie 2025 13:00 | Ailincăi 6            | (10-18) | Rusneac 9 | Centrul Sportiv Apollo, București Arbitri: Enache, Grădișteanu |
| 9 februarie 2025 13:00 | 6× 1× 1×              | Cronica | 7×        | Centrul Sportiv Apollo, București Arbitri: Enache, Grădișteanu |

| 9 februarie 2025 14:00 | CS Știința Bacău | 23 - 29 | HCF Piatra Neamț | Sala Sporturilor „Narcisa Lecușanu”, Bacău Asistență: 70 Arbitri: Moisiuc, Vișan |
| 9 februarie 2025 14:00 | Ariton 8         | (12-16) | Dumitriu 9       | Sala Sporturilor „Narcisa Lecușanu”, Bacău Asistență: 70 Arbitri: Moisiuc, Vișan |
| 9 februarie 2025 14:00 | 6×               | Cronica | 13× 2× 4×        | Sala Sporturilor „Narcisa Lecușanu”, Bacău Asistență: 70 Arbitri: Moisiuc, Vișan |

| 9 februarie 2025 14:00 | ACS Unirea Dobroești | 33 - 44 | CSM Galați           | Sala Unirea, Dobroești Asistență: 50 Arbitri: Ghesoiu, Tiță |
| 9 februarie 2025 14:00 | Ioniță 7             | (19-24) | Prescură, Radayeva 8 | Sala Unirea, Dobroești Asistență: 50 Arbitri: Ghesoiu, Tiță |
| 9 februarie 2025 14:00 | 5×                   | Cronica | 5×                   | Sala Unirea, Dobroești Asistență: 50 Arbitri: Ghesoiu, Tiță |

| 9 februarie 2025 14:00 | CSU Neptun Constanța | 23 - 33 | CSM Unirea Slobozia | Sala Sporturilor „Simona Amânar”, Constanța Asistență: 96 Arbitri: Popa, Velișca |
| 9 februarie 2025 14:00 | Stănciulescu 7       | (12-13) | Nichitean 8         | Sala Sporturilor „Simona Amânar”, Constanța Asistență: 96 Arbitri: Popa, Velișca |
| 9 februarie 2025 14:00 | 2× 1×                | Cronica | 2× 1×               | Sala Sporturilor „Simona Amânar”, Constanța Asistență: 96 Arbitri: Popa, Velișca |

### Etapa XVIII
| 15 februarie 2025 11:00 | CSM Roman | 44 - 22 | ACS Spartac București | Sala Polivalentă, Roman Arbitri: Foca, Stoian |
| 15 februarie 2025 11:00 | Creangă 9 | (20-9)  | Preduț 8              | Sala Polivalentă, Roman Arbitri: Foca, Stoian |
| 15 februarie 2025 11:00 | 1×        | Cronica | 3× 2×                 | Sala Polivalentă, Roman Arbitri: Foca, Stoian |

| 15 februarie 2025 11:00 | CSM Unirea Slobozia | 45 - 33 | CS Știința Bacău  | Sala Sporturilor „Andreea Nica”, Slobozia Asistență: 100 Arbitri: Ciutacu, Stamatoiu |
| 15 februarie 2025 11:00 | Vasile 8            | (25-16) | Ariton, Motriuc 7 | Sala Sporturilor „Andreea Nica”, Slobozia Asistență: 100 Arbitri: Ciutacu, Stamatoiu |
| 15 februarie 2025 11:00 | ×                   | Cronica | × 1×              | Sala Sporturilor „Andreea Nica”, Slobozia Asistență: 100 Arbitri: Ciutacu, Stamatoiu |

| 15 februarie 2025 12:00 | CSM Bacău  | 30 - 34 | ACS Unirea Dobroești | Sala Sporturilor „Narcisa Lecușanu”, Bacău Asistență: 40 Arbitri: F. Curtuia, M. Curtuia |
| 15 februarie 2025 12:00 | Butnariu 9 | (20-18) | Tănase 8             | Sala Sporturilor „Narcisa Lecușanu”, Bacău Asistență: 40 Arbitri: F. Curtuia, M. Curtuia |
| 15 februarie 2025 12:00 | 2× 1×      | Cronica | 3× 1×                | Sala Sporturilor „Narcisa Lecușanu”, Bacău Asistență: 40 Arbitri: F. Curtuia, M. Curtuia |

| 15 februarie 2025 12:00 | HCF Piatra Neamț | 24 - 46 | CSU Știința București | Sala Polivalentă Mică, Piatra Neamț Arbitri: Popescu, Trică |
| 15 februarie 2025 12:00 | Dumitriu 9       | (15-27) | Leuștean 14           | Sala Polivalentă Mică, Piatra Neamț Arbitri: Popescu, Trică |
| 15 februarie 2025 12:00 | 2×               | Cronica | 1×                    | Sala Polivalentă Mică, Piatra Neamț Arbitri: Popescu, Trică |

| 15 februarie 2025 14:00 | CSM Galați               | 37 - 31 | CSU Neptun Constanța | Sala „Dunărea”, Galați Asistență: 100 Arbitri: Costache, Mărgărit |
| 15 februarie 2025 14:00 | Eiler, Prescură, Sandu 7 | (24-14) | Țilea 11             | Sala „Dunărea”, Galați Asistență: 100 Arbitri: Costache, Mărgărit |
| 15 februarie 2025 14:00 | 6× 1×                    | Cronica | 4× 1×                | Sala „Dunărea”, Galați Asistență: 100 Arbitri: Costache, Mărgărit |

## Play out
La Play out au putut lua parte echipele care nu s-au calificat în Play off, însă participarea nu a fost obligatorie, iar rezultatele nu au fost luate în calcul la realizarea clasamentului Diviziei A. În final, doar cinci echipe au decis să se înscrie în această fază opțională a competiției.

### Seria A
Clasament valabil pe 10 mai 2025.
| Poz. | Echipa               | J | V | E | Î | GM  | GP  | DG   | P |
| ---- | -------------------- | - | - | - | - | --- | --- | ---- | - |
| 1    | CS Star Mioveni      | 4 | 3 | 0 | 1 | 109 | 104 | + 5  | 9 |
| 2    | CSO Teutonii Ghimbav | 4 | 2 | 0 | 2 | 105 | 98  | + 7  | 6 |
| 3    | CSM Făgăraș          | 4 | 1 | 0 | 3 | 94  | 106 | – 12 | 3 |

#### Etapa I
| 19 martie 2025 18:00 | CSO Teutonii Ghimbav | 20 - 23 | CSM Făgăraș | Sala de Sport, Ghimbav Asistență: 150 Arbitri: Agliceriu, Turdean |
| 19 martie 2025 18:00 | Ciobotariu 6         | (6-9)   | Petrea 8    | Sala de Sport, Ghimbav Asistență: 150 Arbitri: Agliceriu, Turdean |
| 19 martie 2025 18:00 | 6× 2×                | Cronica | 7× 2×       | Sala de Sport, Ghimbav Asistență: 150 Arbitri: Agliceriu, Turdean |

#### Etapa II
| 30 martie 2025 15:30 | CS Star Mioveni | 31 - 24 | CSO Teutonii Ghimbav | Sala Sporturilor, Mioveni Asistență: 70 Arbitri: Grecu, Zapciroiu |
| 30 martie 2025 15:30 | Gheorghe 9      | (18-9)  | Ciobotariu 5         | Sala Sporturilor, Mioveni Asistență: 70 Arbitri: Grecu, Zapciroiu |
| 30 martie 2025 15:30 | 3× 1×           | Cronica | 3× 1×                | Sala Sporturilor, Mioveni Asistență: 70 Arbitri: Grecu, Zapciroiu |

#### Etapa III
| 8 aprilie 2025 15:00 | CSM Făgăraș | 26 - 28 | CS Star Mioveni | Sala Colegiului „Radu Negru”, Făgăraș Asistență: 100 Arbitri: A. Constantin, Gál |
| 8 aprilie 2025 15:00 | Opriș 7     | (12-11) | Gheorghe 7      | Sala Colegiului „Radu Negru”, Făgăraș Asistență: 100 Arbitri: A. Constantin, Gál |
| 8 aprilie 2025 15:00 | 5× 1×       | Cronica | 9× 1× 1×        | Sala Colegiului „Radu Negru”, Făgăraș Asistență: 100 Arbitri: A. Constantin, Gál |

#### Etapa IV
| 16 aprilie 2025 17:00 | CSM Făgăraș                   | 21 - 31 | CSO Teutonii Ghimbav | Sala Colegiului „Radu Negru”, Făgăraș Asistență: 150 Arbitri: Murariu, Tăbăcariu |
| 16 aprilie 2025 17:00 | Angheluță, Gherghel, Ioniță 5 | (12-17) | Crețu 7              | Sala Colegiului „Radu Negru”, Făgăraș Asistență: 150 Arbitri: Murariu, Tăbăcariu |
| 16 aprilie 2025 17:00 | 3×                            | Cronica | 6× 1×                | Sala Colegiului „Radu Negru”, Făgăraș Asistență: 150 Arbitri: Murariu, Tăbăcariu |

#### Etapa V
| 29 aprilie 2025 17:00 | CSO Teutonii Ghimbav | 30 - 23 | CS Star Mioveni | Sala de Sport, Ghimbav Asistență: 150 Arbitri: Niță, Sofian |
| 29 aprilie 2025 17:00 | Crețu 10             | (16-14) | Gheorghe 6      | Sala de Sport, Ghimbav Asistență: 150 Arbitri: Niță, Sofian |
| 29 aprilie 2025 17:00 | 5×                   | Cronica | 1× 2×           | Sala de Sport, Ghimbav Asistență: 150 Arbitri: Niță, Sofian |

#### Etapa VI
| 10 mai 2025 12:30 | CS Star Mioveni | 27 - 24 | CSM Făgăraș | Sala Sporturilor, Mioveni Asistență: 100 Arbitri: Chiriac, Marii |
| 10 mai 2025 12:30 | Drăgoescu 9     | (14-11) | Ioniță 7    | Sala Sporturilor, Mioveni Asistență: 100 Arbitri: Chiriac, Marii |
| 10 mai 2025 12:30 | 8× 2×           | Cronica | 4× 2×       | Sala Sporturilor, Mioveni Asistență: 100 Arbitri: Chiriac, Marii |

### Seria B
Clasament valabil pe 13 aprilie 2025.
| Poz. | Echipa               | J | V | E | Î | GM | GP | DG   | P |
| ---- | -------------------- | - | - | - | - | -- | -- | ---- | - |
| 1    | CSU Neptun Constanța | 2 | 2 | 0 | 0 | 66 | 47 | + 19 | 6 |
| 2    | CS Știința Bacău     | 2 | 0 | 0 | 2 | 47 | 66 | – 19 | 0 |

#### Etapa I
| 23 martie 2025 13:00 | CSU Neptun Constanța | 34 - 21 | CS Știința Bacău | Sala Sporturilor „Simona Amânar”, Constanța Asistență: 100 Arbitri: I. Constantin, Oprea |
| 23 martie 2025 13:00 | Deaconu 10           | (14-11) | Săndulachi 9     | Sala Sporturilor „Simona Amânar”, Constanța Asistență: 100 Arbitri: I. Constantin, Oprea |
| 23 martie 2025 13:00 | 2× 1×                | Cronica | 2× 1×            | Sala Sporturilor „Simona Amânar”, Constanța Asistență: 100 Arbitri: I. Constantin, Oprea |

#### Etapa II
| 13 aprilie 2025 11:00 | CS Știința Bacău | 26 - 32 | CSU Neptun Constanța | Sala Sporturilor „Narcisa Lecușanu”, Bacău Asistență: 30 Arbitri: Bîrgăuan, Nicolaevici |
| 13 aprilie 2025 11:00 | Ariton 7         | (13-17) | Horj 11              | Sala Sporturilor „Narcisa Lecușanu”, Bacău Asistență: 30 Arbitri: Bîrgăuan, Nicolaevici |
| 13 aprilie 2025 11:00 | 3×               | Cronica | 5× 2×                | Sala Sporturilor „Narcisa Lecușanu”, Bacău Asistență: 30 Arbitri: Bîrgăuan, Nicolaevici |

## Play off
În Play off s-au calificat echipele care au terminat pe primele patru locuri în cele două serii ale Diviziei A.

### Clasament
Clasament valabil pe 17 mai 2025.
|  | Echipe calificate direct în Liga Națională        |
|  | Echipe care au participat la barajul de promovare |

| Poz. | Echipa                        | J  | V  | E | Î  | GM  | GP  | DG    | P  |
| ---- | ----------------------------- | -- | -- | - | -- | --- | --- | ----- | -- |
| 1    | CSJ Prahova                   | 14 | 13 | 0 | 1  | 464 | 336 | + 128 | 39 |
| 2    | CSM Galați                    | 14 | 10 | 1 | 3  | 390 | 364 | + 26  | 31 |
| 3    | CSU Știința București         | 14 | 7  | 1 | 6  | 441 | 414 | + 27  | 22 |
| 4    | CSM Unirea Slobozia           | 14 | 6  | 3 | 5  | 383 | 389 | – 6   | 21 |
| 5    | „U” Cluj                      | 14 | 5  | 4 | 5  | 371 | 385 | – 14  | 19 |
| 6    | ACS Sepsi SIC Sfântu Gheorghe | 14 | 6  | 0 | 8  | 401 | 410 | – 9   | 18 |
| 7    | CS Universitar Oradea         | 14 | 2  | 1 | 11 | 338 | 447 | – 109 | 7  |
| 8    | CSM Roman                     | 14 | 1  | 2 | 11 | 394 | 437 | – 43  | 5  |

### Etapa I
| 22 februarie 2025 12:00 | CSU Știința București | 29 - 30 | „U” Cluj      | Sala Agronomia, București Asistență: 50 Arbitri: Babău, Roibu |
| 22 februarie 2025 12:00 | Căprar 9              | (17-15) | Lung, Stana 6 | Sala Agronomia, București Asistență: 50 Arbitri: Babău, Roibu |
| 22 februarie 2025 12:00 | 3×                    | Cronica | 7×            | Sala Agronomia, București Asistență: 50 Arbitri: Babău, Roibu |

| 22 februarie 2025 12:00 | CSM Galați        | 32 - 30 | CSM Roman | Sala „Dunărea”, Galați Asistență: 100 Arbitri: Popescu, Trică |
| 22 februarie 2025 12:00 | Bichir, Zegrean 7 | (17-17) | Neamțu 9  | Sala „Dunărea”, Galați Asistență: 100 Arbitri: Popescu, Trică |
| 22 februarie 2025 12:00 | 3× 1×             | Cronica | 9× 1×     | Sala „Dunărea”, Galați Asistență: 100 Arbitri: Popescu, Trică |

| 22 februarie 2025 13:00 | CSJ Prahova  | 39 - 16 | CS Universitar Oradea | Sala Sporturilor Olimpia, Ploiești Asistență: 50 Arbitri: Georgescu, Moldoveanu |
| 22 februarie 2025 13:00 | A. Berbece 9 | (21-11) | Bochiș 7              | Sala Sporturilor Olimpia, Ploiești Asistență: 50 Arbitri: Georgescu, Moldoveanu |
| 22 februarie 2025 13:00 | 13× 2× 1×    | Cronica | 6× 1×                 | Sala Sporturilor Olimpia, Ploiești Asistență: 50 Arbitri: Georgescu, Moldoveanu |

| 22 februarie 2025 16:00 | ACS Sepsi SIC Sfântu Gheorghe | 26 - 29 | CSM Unirea Slobozia | Sala Sporturilor „Kati Szabó”, Sfântu Gheorghe Asistență: 200 Arbitri: Enache, Răduț |
| 22 februarie 2025 16:00 | Gheorghe 8                    | (14-12) | Nichitean 9         | Sala Sporturilor „Kati Szabó”, Sfântu Gheorghe Asistență: 200 Arbitri: Enache, Răduț |
| 22 februarie 2025 16:00 | 3× 1×                         | Cronica | 3× 1×               | Sala Sporturilor „Kati Szabó”, Sfântu Gheorghe Asistență: 200 Arbitri: Enache, Răduț |

### Etapa II
| 26 februarie 2025 14:00 | CSM Roman   | 29 - 32 | CSU Știința București | Sala Polivalentă, Roman Asistență: 200 Arbitri: Bălan, Savin |
| 26 februarie 2025 14:00 | Ungureanu 6 | (14-15) | Căprar 9              | Sala Polivalentă, Roman Asistență: 200 Arbitri: Bălan, Savin |
| 26 februarie 2025 14:00 | 8× 1×       | Cronica | 6× 1×                 | Sala Polivalentă, Roman Asistență: 200 Arbitri: Bălan, Savin |

| 26 februarie 2025 16:00 | CS Universitar Oradea | 27 - 26 | CSM Unirea Slobozia | Sala de Jocuri Sportive a Universității, Oradea Asistență: 150 Arbitri: Drăgănescu, Rădulescu |
| 26 februarie 2025 16:00 | Duțu 7                | (13-13) | Soreanu 7           | Sala de Jocuri Sportive a Universității, Oradea Asistență: 150 Arbitri: Drăgănescu, Rădulescu |
| 26 februarie 2025 16:00 | 1× 1×                 | Cronica | 5× 1×               | Sala de Jocuri Sportive a Universității, Oradea Asistență: 150 Arbitri: Drăgănescu, Rădulescu |

| 26 februarie 2025 16:00 | „U” Cluj      | 29 - 21 | ACS Sepsi SIC Sfântu Gheorghe | Sala Sporturilor „Horia Demian”, Cluj-Napoca Asistență: 78 Arbitri: Gherman, A. Moldovan |
| 26 februarie 2025 16:00 | Sava, Stana 6 | (10-11) | Gheorghe 6                    | Sala Sporturilor „Horia Demian”, Cluj-Napoca Asistență: 78 Arbitri: Gherman, A. Moldovan |
| 26 februarie 2025 16:00 | 6× 2×         | Cronica | 6× 2×                         | Sala Sporturilor „Horia Demian”, Cluj-Napoca Asistență: 78 Arbitri: Gherman, A. Moldovan |

| 26 februarie 2025 16:30 | CSJ Prahova | 23 - 25 | CSM Galați         | Sala Sporturilor Olimpia, Ploiești Asistență: 50 Arbitri: Badiu, Barbu |
| 26 februarie 2025 16:30 | Cîrjan 7    | (10-13) | Bichir, Prescură 6 | Sala Sporturilor Olimpia, Ploiești Asistență: 50 Arbitri: Badiu, Barbu |
| 26 februarie 2025 16:30 | 5× 1×       | Cronica | 4× 2×              | Sala Sporturilor Olimpia, Ploiești Asistență: 50 Arbitri: Badiu, Barbu |

### Etapa III
| 15 martie 2025 11:00 | ACS Sepsi SIC Sfântu Gheorghe | 39 - 32 | CSM Roman | Sala Sporturilor „Kati Szabó”, Sfântu Gheorghe Asistență: 100 Arbitri: Agliceriu, Turdean |
| 15 martie 2025 11:00 | Damian, Gheorghe 7            | (19-18) | Neamțu 8  | Sala Sporturilor „Kati Szabó”, Sfântu Gheorghe Asistență: 100 Arbitri: Agliceriu, Turdean |
| 15 martie 2025 11:00 | 4×                            | Cronica | 5× 1×     | Sala Sporturilor „Kati Szabó”, Sfântu Gheorghe Asistență: 100 Arbitri: Agliceriu, Turdean |

| 15 martie 2025 11:00 | CSM Unirea Slobozia | 26 - 26 | „U” Cluj      | Sala Sporturilor „Andreea Nica”, Slobozia Asistență: 200 Arbitri: Avădani, Popovici |
| 15 martie 2025 11:00 | Tasevska 6          | (13-11) | Lung, Stana 6 | Sala Sporturilor „Andreea Nica”, Slobozia Asistență: 200 Arbitri: Avădani, Popovici |
| 15 martie 2025 11:00 | 4× 1×               | Cronica | 5× 1×         | Sala Sporturilor „Andreea Nica”, Slobozia Asistență: 200 Arbitri: Avădani, Popovici |

| 15 martie 2025 12:00 | CSU Știința București        | 27 - 32 | CSJ Prahova   | Sala Agronomia, București Asistență: 100 Arbitri: Manafu, Pavel |
| 15 martie 2025 12:00 | Lăscăteu, Leuștean, Moraru 6 | (14-13) | Zamfirescu 10 | Sala Agronomia, București Asistență: 100 Arbitri: Manafu, Pavel |
| 15 martie 2025 12:00 | 3× 1×                        | Cronica | 5× 1×         | Sala Agronomia, București Asistență: 100 Arbitri: Manafu, Pavel |

| 15 martie 2025 14:00 | CSM Galați | 34 - 25 | CS Universitar Oradea | Sala „Dunărea”, Galați Arbitri: Bida, Olar |
| 15 martie 2025 14:00 | Prescură 9 | (18-11) | Valinciuc, Vrabie 5   | Sala „Dunărea”, Galați Arbitri: Bida, Olar |
| 15 martie 2025 14:00 | 4× 1×      | Cronica | 2× 1×                 | Sala „Dunărea”, Galați Arbitri: Bida, Olar |

### Etapa IV
| 19 martie 2025 14:00 | CSM Roman | 28 - 30 | CSM Unirea Slobozia | Sala Polivalentă, Roman Asistență: 100 Arbitri: Ghiță, Hodorogea |
| 19 martie 2025 14:00 | Loi 10    | (14-15) | David 6             | Sala Polivalentă, Roman Asistență: 100 Arbitri: Ghiță, Hodorogea |
| 19 martie 2025 14:00 | 2×        | Cronica | 1×                  | Sala Polivalentă, Roman Asistență: 100 Arbitri: Ghiță, Hodorogea |

| 19 martie 2025 16:00 | CS Universitar Oradea | 25 - 26 | „U” Cluj  | Sala de Jocuri Sportive a Universității, Oradea Asistență: 80 Arbitri: Belean, Hendrea |
| 19 martie 2025 16:00 | Bochiș 8              | (14-17) | Chirilă 7 | Sala de Jocuri Sportive a Universității, Oradea Asistență: 80 Arbitri: Belean, Hendrea |
| 19 martie 2025 16:00 | 2× 1×                 | Cronica | 6× 1×     | Sala de Jocuri Sportive a Universității, Oradea Asistență: 80 Arbitri: Belean, Hendrea |

| 19 martie 2025 17:00 | CSJ Prahova  | 34 - 29 | ACS Sepsi SIC Sfântu Gheorghe | Sala Sporturilor Olimpia, Ploiești Asistență: 100 Arbitri: Costache, Mărgărit |
| 19 martie 2025 17:00 | Zamfirescu 9 | (14-12) | Bîță, Gheorghe, Lupișcă 4     | Sala Sporturilor Olimpia, Ploiești Asistență: 100 Arbitri: Costache, Mărgărit |
| 19 martie 2025 17:00 | 7× 3×        | Cronica | 5× 1×                         | Sala Sporturilor Olimpia, Ploiești Asistență: 100 Arbitri: Costache, Mărgărit |

| 19 martie 2025 17:00 | CSM Galați         | 30 - 28 | CSU Știința București | Sala „Dunărea”, Galați Asistență: 50 Arbitri: Enache, Răduț |
| 19 martie 2025 17:00 | Bichir, Prescură 6 | (16-12) | Leuștean 7            | Sala „Dunărea”, Galați Asistență: 50 Arbitri: Enache, Răduț |
| 19 martie 2025 17:00 | 3× 2×              | Cronica | 2× 1×                 | Sala „Dunărea”, Galați Asistență: 50 Arbitri: Enache, Răduț |

### Etapa V
| 22 martie 2025 11:00 | CSM Unirea Slobozia | 26 - 33 | CSJ Prahova  | Sala Sporturilor „Andreea Nica”, Slobozia Asistență: 100 Arbitri: Lovin, Stancu |
| 22 martie 2025 11:00 | Șerban 7            | (11-16) | Zamfirescu 6 | Sala Sporturilor „Andreea Nica”, Slobozia Asistență: 100 Arbitri: Lovin, Stancu |
| 22 martie 2025 11:00 | 7× 2×               | Cronica | 2×           | Sala Sporturilor „Andreea Nica”, Slobozia Asistență: 100 Arbitri: Lovin, Stancu |

| 22 martie 2025 12:00 | CSU Știința București | 44 - 27 | CS Universitar Oradea | Sala Agronomia, București Asistență: 80 Arbitri: Badea, Sándor |
| 22 martie 2025 12:00 | Căprar, Leuștean 9    | (26-11) | Leș 7                 | Sala Agronomia, București Asistență: 80 Arbitri: Badea, Sándor |
| 22 martie 2025 12:00 | 2×                    | Cronica | 2×                    | Sala Agronomia, București Asistență: 80 Arbitri: Badea, Sándor |

| 22 martie 2025 14:00 | „U” Cluj        | 26 - 26 | CSM Roman | Sala Sporturilor „Horia Demian”, Cluj-Napoca Arbitri: G. Dudău, R. Dudău |
| 22 martie 2025 14:00 | Cercel, Stana 7 | (16-14) | Gál 7     | Sala Sporturilor „Horia Demian”, Cluj-Napoca Arbitri: G. Dudău, R. Dudău |
| 22 martie 2025 14:00 | 5× 1×           | Cronica | 5× 2×     | Sala Sporturilor „Horia Demian”, Cluj-Napoca Arbitri: G. Dudău, R. Dudău |

| 22 martie 2025 14:00 | ACS Sepsi SIC Sfântu Gheorghe | 22 - 28 | CSM Galați | Sala Sporturilor „Kati Szabó”, Sfântu Gheorghe Asistență: 200 Arbitri: Radu, Vișan |
| 22 martie 2025 14:00 | Bîță, Pavel 6                 | (14-13) | Prescură 7 | Sala Sporturilor „Kati Szabó”, Sfântu Gheorghe Asistență: 200 Arbitri: Radu, Vișan |
| 22 martie 2025 14:00 | 4×                            | Cronica | 3× 1×      | Sala Sporturilor „Kati Szabó”, Sfântu Gheorghe Asistență: 200 Arbitri: Radu, Vișan |

### Etapa VI
| 29 martie 2025 12:00 | CSU Știința București | 35 - 32 | ACS Sepsi SIC Sfântu Gheorghe | Sala Agronomia, București Asistență: 85 Arbitri: Agliceriu, Turdean |
| 29 martie 2025 12:00 | Gîjulete 10           | (18-18) | Damian 8                      | Sala Agronomia, București Asistență: 85 Arbitri: Agliceriu, Turdean |
| 29 martie 2025 12:00 | 3× 1×                 | Cronica | 4× 1× 1×                      | Sala Agronomia, București Asistență: 85 Arbitri: Agliceriu, Turdean |

| 29 martie 2025 14:00 | CS Universitar Oradea | 31 - 30 | CSM Roman | Sala de Jocuri Sportive a Universității, Oradea Asistență: 80 Arbitri: Tătaru, Văcariu |
| 29 martie 2025 14:00 | Dalea 6               | (18-16) | Adin 9    | Sala de Jocuri Sportive a Universității, Oradea Asistență: 80 Arbitri: Tătaru, Văcariu |
| 29 martie 2025 14:00 | 2× 1×                 | Cronica | 2×        | Sala de Jocuri Sportive a Universității, Oradea Asistență: 80 Arbitri: Tătaru, Văcariu |

| 29 martie 2025 15:30 | CSM Galați | 25 - 21 | CSM Unirea Slobozia | Sala „Dunărea”, Galați Asistență: 200 Arbitri: Ifrim, Ilisei |
| 29 martie 2025 15:30 | Bichir 7   | (10-10) | Nichitean 5         | Sala „Dunărea”, Galați Asistență: 200 Arbitri: Ifrim, Ilisei |
| 29 martie 2025 15:30 | 1× 1×      | Cronica | × 1× 1×             | Sala „Dunărea”, Galați Asistență: 200 Arbitri: Ifrim, Ilisei |

| 29 martie 2025 16:30 | CSJ Prahova  | 38 - 27 | „U” Cluj | Sala Sporturilor Olimpia, Ploiești Arbitri: Cazan, Suliman |
| 29 martie 2025 16:30 | Zamfirescu 8 | (15-11) | Stana 8  | Sala Sporturilor Olimpia, Ploiești Arbitri: Cazan, Suliman |
| 29 martie 2025 16:30 | 5× 3× 1×     | Cronica | 2×       | Sala Sporturilor Olimpia, Ploiești Arbitri: Cazan, Suliman |

### Etapa VII
| 2 aprilie 2025 15:30 | ACS Sepsi SIC Sfântu Gheorghe | 31 - 23 | CS Universitar Oradea | Sala Sporturilor „Kati Szabó”, Sfântu Gheorghe Asistență: 100 Arbitri: G. Dudău, R. Dudău |
| 2 aprilie 2025 15:30 | Damian, Rău 5                 | (18-10) | Valinciuc 6           | Sala Sporturilor „Kati Szabó”, Sfântu Gheorghe Asistență: 100 Arbitri: G. Dudău, R. Dudău |
| 2 aprilie 2025 15:30 | 4× 1×                         | Cronica | 4× 1×                 | Sala Sporturilor „Kati Szabó”, Sfântu Gheorghe Asistență: 100 Arbitri: G. Dudău, R. Dudău |

| 2 aprilie 2025 16:00 | CSM Roman | 26 - 33 | CSJ Prahova | Sala Polivalentă, Roman Asistență: 60 Arbitri: Drăghici, Drăguț |
| 2 aprilie 2025 16:00 | Adin 9    | (13-17) | Cîrjan 9    | Sala Polivalentă, Roman Asistență: 60 Arbitri: Drăghici, Drăguț |
| 2 aprilie 2025 16:00 | 6× 1× 1×  | Cronica | 5× 1×       | Sala Polivalentă, Roman Asistență: 60 Arbitri: Drăghici, Drăguț |

| 2 aprilie 2025 16:00 | „U” Cluj | 28 - 25 | CSM Galați  | Sala Sporturilor „Horia Demian”, Cluj-Napoca Asistență: 100 Arbitri: Iuliescu, Manea |
| 2 aprilie 2025 16:00 | Stana 8  | (14-14) | Bichir 5    | Sala Sporturilor „Horia Demian”, Cluj-Napoca Asistență: 100 Arbitri: Iuliescu, Manea |
| 2 aprilie 2025 16:00 | 6× 1×    | Cronica | 4× 1× 1× 1× | Sala Sporturilor „Horia Demian”, Cluj-Napoca Asistență: 100 Arbitri: Iuliescu, Manea |

| 2 aprilie 2025 17:00 | CSM Unirea Slobozia | 30 - 25 | CSU Știința București | Sala Sporturilor „Andreea Nica”, Slobozia Asistență: 100 Arbitri: Popa, Velișca |
| 2 aprilie 2025 17:00 | Arsenievska 8       | (14-14) | Căprar 10             | Sala Sporturilor „Andreea Nica”, Slobozia Asistență: 100 Arbitri: Popa, Velișca |
| 2 aprilie 2025 17:00 | 2×                  | Cronica | 4× 1×                 | Sala Sporturilor „Andreea Nica”, Slobozia Asistență: 100 Arbitri: Popa, Velișca |

### Etapa VIII
| 5 aprilie 2025 12:00 | CSM Roman | 23 - 24 | CSM Galați                  | Sala Polivalentă, Roman Asistență: 500 Arbitri: A. Constantin, Gál |
| 5 aprilie 2025 12:00 | Gál 6     | (12-11) | Eiler, Prescură, Radayeva 4 | Sala Polivalentă, Roman Asistență: 500 Arbitri: A. Constantin, Gál |
| 5 aprilie 2025 12:00 | 5× 1×     | Cronica | 5× 2×                       | Sala Polivalentă, Roman Asistență: 500 Arbitri: A. Constantin, Gál |

| 5 aprilie 2025 12:00 | CS Universitar Oradea | 23 - 30 | CSJ Prahova | Sala de Jocuri Sportive a Universității, Oradea Asistență: 100 Arbitri: Gherman, Moldovan |
| 5 aprilie 2025 12:00 | Boroș 5               | (12-16) | Krsnik 6    | Sala de Jocuri Sportive a Universității, Oradea Asistență: 100 Arbitri: Gherman, Moldovan |
| 5 aprilie 2025 12:00 | 7× 1×                 | Cronica | 4× 2×       | Sala de Jocuri Sportive a Universității, Oradea Asistență: 100 Arbitri: Gherman, Moldovan |

| 6 aprilie 2025 13:00 | „U” Cluj           | 28 - 29 | CSU Știința București | Sala Sporturilor „Horia Demian”, Cluj-Napoca Asistență: 100 Arbitri: Bărgăoan, Nicolaevici |
| 6 aprilie 2025 13:00 | Chirilă, Ploscar 5 | (10-11) | Lăscăteu 8            | Sala Sporturilor „Horia Demian”, Cluj-Napoca Asistență: 100 Arbitri: Bărgăoan, Nicolaevici |
| 6 aprilie 2025 13:00 | 6× 1×              | Cronica | 3× 1×                 | Sala Sporturilor „Horia Demian”, Cluj-Napoca Asistență: 100 Arbitri: Bărgăoan, Nicolaevici |

| 8 aprilie 2025 17:00 | CSM Unirea Slobozia | 27 - 25 | ACS Sepsi SIC Sfântu Gheorghe | Sala Sporturilor „Andreea Nica”, Slobozia Asistență: 100 Arbitri: Ghiță, Hodorogea |
| 8 aprilie 2025 17:00 | Stanca, Tasevska 5  | (14-11) | Pavel 9                       | Sala Sporturilor „Andreea Nica”, Slobozia Asistență: 100 Arbitri: Ghiță, Hodorogea |
| 8 aprilie 2025 17:00 | 4×                  | Cronica |                               | Sala Sporturilor „Andreea Nica”, Slobozia Asistență: 100 Arbitri: Ghiță, Hodorogea |

### Etapa IX
| 13 aprilie 2025 11:00 | CSU Știința București | 37 - 30 | CSM Roman | Sala Agronomia, București Asistență: 50 Arbitri: Costache, Mărgărit |
| 13 aprilie 2025 11:00 | Lăscăteu 9            | (13-17) | Creangă 8 | Sala Agronomia, București Asistență: 50 Arbitri: Costache, Mărgărit |
| 13 aprilie 2025 11:00 | 4×                    | Cronica | 6× 1×     | Sala Agronomia, București Asistență: 50 Arbitri: Costache, Mărgărit |

| 16 aprilie 2025 17:00 | ACS Sepsi SIC Sfântu Gheorghe | 30 - 27 | „U” Cluj       | Sala Sporturilor „Kati Szabó”, Sfântu Gheorghe Asistență: 150 Arbitri: A. Constantin, Gál |
| 16 aprilie 2025 17:00 | Bîță, Pavel 6                 | (15-12) | Irimia, Lung 5 | Sala Sporturilor „Kati Szabó”, Sfântu Gheorghe Asistență: 150 Arbitri: A. Constantin, Gál |
| 16 aprilie 2025 17:00 | 3×                            | Cronica | 5×             | Sala Sporturilor „Kati Szabó”, Sfântu Gheorghe Asistență: 150 Arbitri: A. Constantin, Gál |

| 16 aprilie 2025 17:00 | CSM Galați | 19 - 34 | CSJ Prahova  | Sala „Dunărea”, Galați Asistență: 500 Arbitri: Ifrim, Ilisei |
| 16 aprilie 2025 17:00 | Prescură 5 | (11-20) | A. Berbece 9 | Sala „Dunărea”, Galați Asistență: 500 Arbitri: Ifrim, Ilisei |
| 16 aprilie 2025 17:00 | 5×         | Cronica | × 3×         | Sala „Dunărea”, Galați Asistență: 500 Arbitri: Ifrim, Ilisei |

| 16 aprilie 2025 17:00 | CSM Unirea Slobozia | 28 - 21 | CS Universitar Oradea | Sala Sporturilor „Andreea Nica”, Slobozia Asistență: 200 Arbitri: Georgescu, Moldoveanu |
| 16 aprilie 2025 17:00 | Vasile 6            | (15-11) | Duțu, Vrabie 5        | Sala Sporturilor „Andreea Nica”, Slobozia Asistență: 200 Arbitri: Georgescu, Moldoveanu |
| 16 aprilie 2025 17:00 | 4×                  | Cronica | 1×                    | Sala Sporturilor „Andreea Nica”, Slobozia Asistență: 200 Arbitri: Georgescu, Moldoveanu |

### Etapa X
| 26 aprilie 2025 12:00 | „U” Cluj | 22 - 22 | CSM Unirea Slobozia | Sala Sporturilor „Horia Demian”, Cluj-Napoca Asistență: 200 Arbitri: Pârvu, Potîrniche |
| 26 aprilie 2025 12:00 | Irimia 5 | (11-10) | Șerban 7            | Sala Sporturilor „Horia Demian”, Cluj-Napoca Asistență: 200 Arbitri: Pârvu, Potîrniche |
| 26 aprilie 2025 12:00 | 4×       | Cronica | 4× 1×               | Sala Sporturilor „Horia Demian”, Cluj-Napoca Asistență: 200 Arbitri: Pârvu, Potîrniche |

| 26 aprilie 2025 12:00 | CS Universitar Oradea | 17 - 32 | CSM Galați | Sala de Jocuri Sportive a Universității, Oradea Asistență: 50 Arbitri: Belean, Hendrea |
| 26 aprilie 2025 12:00 | Vrabie                | (9-14)  | Eiler 7    | Sala de Jocuri Sportive a Universității, Oradea Asistență: 50 Arbitri: Belean, Hendrea |
| 26 aprilie 2025 12:00 | 3× 1×                 | Cronica | 7× 1×      | Sala de Jocuri Sportive a Universității, Oradea Asistență: 50 Arbitri: Belean, Hendrea |

| 26 aprilie 2025 13:00 | CSM Roman | 24 - 29 | ACS Sepsi SIC Sfântu Gheorghe | Sala Polivalentă, Roman Asistență: 50 Arbitri: Armanu, Botezatu |
| 26 aprilie 2025 13:00 | Adin 8    | (11-17) | Lupișcă 7                     | Sala Polivalentă, Roman Asistență: 50 Arbitri: Armanu, Botezatu |
| 26 aprilie 2025 13:00 | 3× 2×     | Cronica | 6× 1×                         | Sala Polivalentă, Roman Asistență: 50 Arbitri: Armanu, Botezatu |

| 26 aprilie 2025 16:00 | CSJ Prahova | 28 - 22 | CSU Știința București | Sala Sporturilor Olimpia, Ploiești Asistență: 100 Arbitri: Popa, Velișca |
| 26 aprilie 2025 16:00 | Cîrjan 6    | (15-13) | Merluță 6             | Sala Sporturilor Olimpia, Ploiești Asistență: 100 Arbitri: Popa, Velișca |
| 26 aprilie 2025 16:00 | 1× 1×       | Cronica | 3× 1×                 | Sala Sporturilor Olimpia, Ploiești Asistență: 100 Arbitri: Popa, Velișca |

### Etapa XI
| 2 mai 2025 16:30 | ACS Sepsi SIC Sfântu Gheorghe | 27 - 381) | CSJ Prahova  | Sala Sporturilor „Kati Szabó”, Sfântu Gheorghe Asistență: 150 Arbitri: Costache, Mărgărit |
| 2 mai 2025 16:30 | Márton 9                      | (17-21)   | A. Berbece 7 | Sala Sporturilor „Kati Szabó”, Sfântu Gheorghe Asistență: 150 Arbitri: Costache, Mărgărit |
| 2 mai 2025 16:30 | 1× 1×                         | Cronica   | 2× 2×        | Sala Sporturilor „Kati Szabó”, Sfântu Gheorghe Asistență: 150 Arbitri: Costache, Mărgărit |

1) În urma victoriei din această etapă, echipa CSJ Prahova a promovat direct în Liga Națională.
| 2 mai 2025 17:00 | „U” Cluj | 32 - 25 | CS Universitar Oradea | Sala Sporturilor „Horia Demian”, Cluj-Napoca Asistență: 100 Arbitri: Ciutacu, Stamatoiu |
| 2 mai 2025 17:00 | Stana 8  | (15-14) | Duțu, Valinciuc 4     | Sala Sporturilor „Horia Demian”, Cluj-Napoca Asistență: 100 Arbitri: Ciutacu, Stamatoiu |
| 2 mai 2025 17:00 | 9× 1× 1× | Cronica | 9× 2× 1×              | Sala Sporturilor „Horia Demian”, Cluj-Napoca Asistență: 100 Arbitri: Ciutacu, Stamatoiu |

| 3 mai 2025 11:00 | CSM Unirea Slobozia            | 38 - 31 | CSM Roman            | Sala Sporturilor „Andreea Nica”, Slobozia Asistență: 100 Arbitri: Babău, Roibu |
| 3 mai 2025 11:00 | Dăscălete, Nichitean, Șerban 5 | (19-13) | Creangă, Ungureanu 7 | Sala Sporturilor „Andreea Nica”, Slobozia Asistență: 100 Arbitri: Babău, Roibu |
| 3 mai 2025 11:00 | 6× 1×                          | Cronica | 3× 1×                | Sala Sporturilor „Andreea Nica”, Slobozia Asistență: 100 Arbitri: Babău, Roibu |

| 3 mai 2025 18:30 | CSU Știința București | 36 - 28 | CSM Galați | Sala Agronomia, București Asistență: 50 Arbitri: Badea, Sándor |
| 3 mai 2025 18:30 | Gîjulete, Lăscăteu 6  | (17-9)  | Prescură 8 | Sala Agronomia, București Asistență: 50 Arbitri: Badea, Sándor |
| 3 mai 2025 18:30 | 3×                    | Cronica | 9× 1×      | Sala Agronomia, București Asistență: 50 Arbitri: Badea, Sándor |

### Etapa XII
| 7 mai 2025 14:00 | CSM Galați | 32 - 231) | ACS Sepsi SIC Sfântu Gheorghe | Sala „Dunărea”, Galați Asistență: 250 Arbitri: Pârvu, Potîrniche |
| 7 mai 2025 14:00 | Eiler 8    | (16-7)    | Pavel 10                      | Sala „Dunărea”, Galați Asistență: 250 Arbitri: Pârvu, Potîrniche |
| 7 mai 2025 14:00 | 2×         | Cronica   | 1×                            | Sala „Dunărea”, Galați Asistență: 250 Arbitri: Pârvu, Potîrniche |

1) În urma victoriei din această etapă, echipa CSM Galați a promovat direct în Liga Națională.
| 10 mai 2025 11:00 | CSM Roman | 26 - 26 | „U” Cluj  | Sala Polivalentă, Roman Asistență: 100 Arbitri: Bărgăuan, Nicolaevici |
| 10 mai 2025 11:00 | Neamțu 11 | (13-13) | Daróczi 5 | Sala Polivalentă, Roman Asistență: 100 Arbitri: Bărgăuan, Nicolaevici |
| 10 mai 2025 11:00 | 3× 1× 1×  | Cronica | 8× 1×     | Sala Polivalentă, Roman Asistență: 100 Arbitri: Bărgăuan, Nicolaevici |

| 10 mai 2025 12:00 | CS Universitar Oradea | 29 - 29 | CSU Știința București | Sala de Jocuri Sportive a Universității, Oradea Asistență: 100 Arbitri: Tătaru, Văcariu |
| 10 mai 2025 12:00 | Medve 7               | (16-12) | Căprar 7              | Sala de Jocuri Sportive a Universității, Oradea Asistență: 100 Arbitri: Tătaru, Văcariu |
| 10 mai 2025 12:00 | 5×                    | Cronica | 7× 1× 2×              | Sala de Jocuri Sportive a Universității, Oradea Asistență: 100 Arbitri: Tătaru, Văcariu |

| 10 mai 2025 17:00 | CSJ Prahova | 35 - 26 | CSM Unirea Slobozia | Sala Sporturilor Olimpia, Ploiești Arbitri: Gorina, Melencu |
| 10 mai 2025 17:00 | Cîrjan 6    | (21-9)  | Nichitean 6         | Sala Sporturilor Olimpia, Ploiești Arbitri: Gorina, Melencu |
| 10 mai 2025 17:00 | 3×          | Cronica | 2×                  | Sala Sporturilor Olimpia, Ploiești Arbitri: Gorina, Melencu |

### Etapa XIII
| 14 mai 2025 17:00 | CSM Roman  | 33 - 27 | CS Universitar Oradea | Sala Polivalentă, Roman Asistență: 350 Arbitri: Basso, Tofan |
| 14 mai 2025 17:00 | Creangă 10 | (17-15) | Boroș 7               | Sala Polivalentă, Roman Asistență: 350 Arbitri: Basso, Tofan |
| 14 mai 2025 17:00 | 5× 2×      | Cronica | 6× 1×                 | Sala Polivalentă, Roman Asistență: 350 Arbitri: Basso, Tofan |

| 14 mai 2025 17:00 | „U” Cluj | 17 - 34 | CSJ Prahova              | Sala Sporturilor „Horia Demian”, Cluj-Napoca Asistență: 150 Arbitri: Tătaru, Văcariu |
| 14 mai 2025 17:00 | Sava 4   | (12-15) | A. Berbece, Zamfirescu 6 | Sala Sporturilor „Horia Demian”, Cluj-Napoca Asistență: 150 Arbitri: Tătaru, Văcariu |
| 14 mai 2025 17:00 | 3×       | Cronica | 3× 2×                    | Sala Sporturilor „Horia Demian”, Cluj-Napoca Asistență: 150 Arbitri: Tătaru, Văcariu |

| 14 mai 2025 17:00 | CSM Unirea Slobozia | 27 - 27 | CSM Galați | Sala Sporturilor „Andreea Nica”, Slobozia Asistență: 100 Arbitri: Manafu, Pavel |
| 14 mai 2025 17:00 | Dăscălete, Șerban 5 | (14-11) | Bichir 9   | Sala Sporturilor „Andreea Nica”, Slobozia Asistență: 100 Arbitri: Manafu, Pavel |
| 14 mai 2025 17:00 | 4×                  | Cronica | 2×         | Sala Sporturilor „Andreea Nica”, Slobozia Asistență: 100 Arbitri: Manafu, Pavel |

| 14 mai 2025 18:00 | ACS Sepsi SIC Sfântu Gheorghe | 34 - 30 | CSU Știința București | Sala Sporturilor „Kati Szabó”, Sfântu Gheorghe Asistență: 100 Arbitri: Murariu, Paraschiv |
| 14 mai 2025 18:00 | Damian 10                     | (15-16) | Căprar 12             | Sala Sporturilor „Kati Szabó”, Sfântu Gheorghe Asistență: 100 Arbitri: Murariu, Paraschiv |
| 14 mai 2025 18:00 | 2× 1×                         | Cronica | 3× 1×                 | Sala Sporturilor „Kati Szabó”, Sfântu Gheorghe Asistență: 100 Arbitri: Murariu, Paraschiv |

### Etapa XIV
| 17 mai 2025 12:00 | CS Universitar Oradea | 22 - 33 | ACS Sepsi SIC Sfântu Gheorghe | Sala de Jocuri Sportive a Universității, Oradea Asistență: 100 Arbitri: Debreczeni, Gonța |
| 17 mai 2025 12:00 | Boroș 4               | (12-15) | Banu 7                        | Sala de Jocuri Sportive a Universității, Oradea Asistență: 100 Arbitri: Debreczeni, Gonța |
| 17 mai 2025 12:00 | 3× 1×                 | Cronica | 3× 1×                         | Sala de Jocuri Sportive a Universității, Oradea Asistență: 100 Arbitri: Debreczeni, Gonța |

| 17 mai 2025 14:00 | CSJ Prahova     | 33 - 26 | CSM Roman | Sala Sporturilor, Plopeni Asistență: 50 Arbitri: Armanu, Botezatu |
| 17 mai 2025 14:00 | Cîrjan, Coman 5 | (16-16) | Adin 7    | Sala Sporturilor, Plopeni Asistență: 50 Arbitri: Armanu, Botezatu |
| 17 mai 2025 14:00 | 5× 1×           | Cronica | 2× 2×     | Sala Sporturilor, Plopeni Asistență: 50 Arbitri: Armanu, Botezatu |

| 17 mai 2025 16:00 | CSM Galați | 29 - 27 | „U” Cluj | Sala „Dunărea”, Galați Arbitri: Cazan, Suliman |
| 17 mai 2025 16:00 | Eiler 9    | (17-15) | Sava 8   | Sala „Dunărea”, Galați Arbitri: Cazan, Suliman |
| 17 mai 2025 16:00 | 3×         | Cronica | 5× 1×    | Sala „Dunărea”, Galați Arbitri: Cazan, Suliman |

| 17 mai 2025 17:00 | CSU Știința București | 38 - 27 | CSM Unirea Slobozia                | Sala Agronomia, București Asistență: 70 Arbitri: Agliceriu, Turdean |
| 17 mai 2025 17:00 | Căprar 7              | (17-9)  | David, Nichitean, Stanca, Șerban 5 | Sala Agronomia, București Asistență: 70 Arbitri: Agliceriu, Turdean |
| 17 mai 2025 17:00 | 4× 1×                 | Cronica | 4×                                 | Sala Agronomia, București Asistență: 70 Arbitri: Agliceriu, Turdean |

## Clasamentul marcatoarelor
| Poz. | Nume                       | Echipă                            | Goluri |
| ---- | -------------------------- | --------------------------------- | ------ |
| 1    | Miruna Poiană-Țârdea (ROU) | CSM Bacău                         | 136    |
| 2    | Krisztina Munteanu (ROU)   | ACS HC Harghita Odorheiu Secuiesc | 132    |
| 3    | Oana Căprar (ROU)          | CSU Știința București             | 124    |
| 4    | Mihaela Stănciulescu (ROU) | CSU Neptun Constanța              | 122    |
| 5    | Ionela Leuștean (ROU)      | CSU Știința București             | 119    |
| 6    | Elena Rachina (ROU)        | CS Star Mioveni                   | 115    |
| 7    | Andreea Creangă (ROU)      | CSM Roman                         | 111    |
| 7    | Analisa Ioniță (ROU)       | ACS Unirea Dobroești              | 111    |
| 9    | Ioana Petrișor (ROU)       | CS Știința Bacău                  | 107    |
| 10   | Maria Gherghiceanu (ROU)   | ACS Unirea Dobroești              | 106    |

| Poz. | Nume                      | Echipă                        | Goluri |
| ---- | ------------------------- | ----------------------------- | ------ |
| 1    | Oana Căprar (ROU)         | CSU Știința București         | 92     |
| 2    | Roxana Cîrjan (ROU)       | CSJ Prahova                   | 77     |
| 2    | Diana Lăscăteu (ROU)      | CSU Știința București         | 77     |
| 4    | Bianca Loi (ROU)          | CSM Roman                     | 71     |
| 5    | Anamaria Gîjulete (ROU)   | CSU Știința București         | 70     |
| 6    | Mădălina Zamfirescu (ROU) | CSJ Prahova                   | 69     |
| 7    | Ionela Leuștean (ROU)     | CSU Știința București         | 67     |
| 7    | Denisa Pavel (ROU)        | ACS Sepsi SIC Sfântu Gheorghe | 67     |
| 9    | Mălina Bichir (ROU)       | CSM Galați                    | 66     |
| 9    | Andreea Creangă (ROU)     | CSM Roman                     | 66     |